# FC Twente
FC Twente is een Nederlandse professionele voetbalorganisatie uit Enschede. Sinds de oprichting op 1 juli 1965 speelt de club in de Eredivisie, met uitzondering van het seizoen 1983/84 en seizoen 2018/19. De Tukkers spelen hun thuiswedstrijden in De Grolsch Veste. Tot medio 1998 was stadion Het Diekman de thuisbasis van de club. De traditionele uitrusting van FC Twente bestaat uit een volledig rood tenue.
FC Twente werd voor het eerst in zijn historie landskampioen in het seizoen 2009/10. De ploeg werd vier keer tweede in de Eredivisie en haalde negen keer een derde plaats in de eindrangschikking. 
Naast herenteams heeft FC Twente ook een vrouwenteam, dat sinds de start van het betaald voetbal voor vrouwen in 2007 meespeelt. Het trainingscentrum en de gezamenlijke jeugdopleiding FC Twente / Heracles Academie zijn gevestigd in Hengelo.

## Historie

### Ontstaan
FC Twente ontstond op 1 juli 1965 door een fusie van Sportclub Enschede uit de Eredivisie en de Enschedese Boys uit de Eerste divisie. Gesprekken over een mogelijke fusie dateerden echter al van tien jaar eerder, toen Stadion Het Diekman werd gebouwd en de gemeente Enschede een vaste bespeler van het nieuwe stadion zocht. Door toenmalig wethouder Jan Horstman werd voorgesteld de eersteklassers Sportclub Enschede, Enschedese Boys en Rigtersbleek te laten opgaan in een FC Enschede. Goede resultaten van Sportclub Enschede zorgden er echter voor dat deze club in de Eredivisie terechtkwam en de vaste bespeler van het Diekman werd. In 1958 liep de club maar nipt het landskampioenschap mis. Een fusie werd vooralsnog niet opportuun geacht.
Door financiële problemen van Sportclub Enschede kwam vanaf ongeveer 1961 een mogelijke fusie opnieuw ter sprake. Geopperde partners waren naast de Enschedese Boys Rigtersbleek, SC Heracles uit Almelo en HVV Tubantia uit Hengelo. Een toenemend exploitatietekort vanaf 1962 leidde ertoe dat de gemeente Enschede in 1964 sterk aandrong op nieuwe onderhandelingen. Hoewel zowel Sportclub Enschede als de Enschedese Boys aanvankelijk weinig trek leken te hebben in een samengaan, kwam men in de loop van dat jaar steeds nader tot elkaar. Op 11 februari 1965 werd een naam voor de fusieclub gekozen: F.C. Twente '65. Tegen de zin van de gemeente, omdat de naam Enschede ontbrak, maar de nieuwe naam liet de mogelijkheid open dat later andere verenigingen uit de regio konden deelnemen.
Op 13 april 1965 werd er door de beide betrokken verenigingen gestemd over de fusie, later bekend als "De nacht van Vrieler". Bij de Enschedese Boys waren 227 voor, 146 tegen, negen onthoudingen en twee ongeldige stemmen. Bij Sportclub Enschede lag de verhouding op 97 voor, 68 tegen en twee geen mening. FC Twente was een feit en werd voor het nieuwe seizoen ingeschreven in de Eredivisie. Sportclub Enschede en de Enschedese Boys gingen verder als amateurclub en startten in augustus 1965 in de derde klasse van de amateurs.

### 1965-1980: Gouden jaren onder Rijvers en Kohn
| Seizoen | Comp.     | Beker      | Europa  |
| ------- | --------- | ---------- | ------- |
| 1965/66 | 11e (ERE) | Groep      |         |
| 1966/67 | 13e (ERE) | Laatste 32 |         |
| 1967/68 | 8e (ERE)  | Laatste 4  |         |
| 1968/69 | 3e (ERE)  | Laatste 16 |         |
| 1969/70 | 4e (ERE)  | Laatste 4  | JBS, IC |
| 1970/71 | 5e (ERE)  | Laatste 16 | JBS     |
| 1971/72 | 3e (ERE)  | Laatste 32 |         |
| 1972/73 | 3e (ERE)  | Laatste 8  | UEFA    |
| 1973/74 | 2e (ERE)  | Laatste 16 | UEFA    |
| 1974/75 | 4e (ERE)  | Finale     | UEFA    |
| 1975/76 | 4e (ERE)  | Laatste 16 |         |
| 1976/77 | 9e (ERE)  | Winnaar    | IC      |
| 1977/78 | 4e (ERE)  | Laatste 32 | EC II   |
| 1978/79 | 12e (ERE) | Finale     | UEFA    |
| 1979/80 | 6e (ERE)  | Laatste 16 | EC II   |

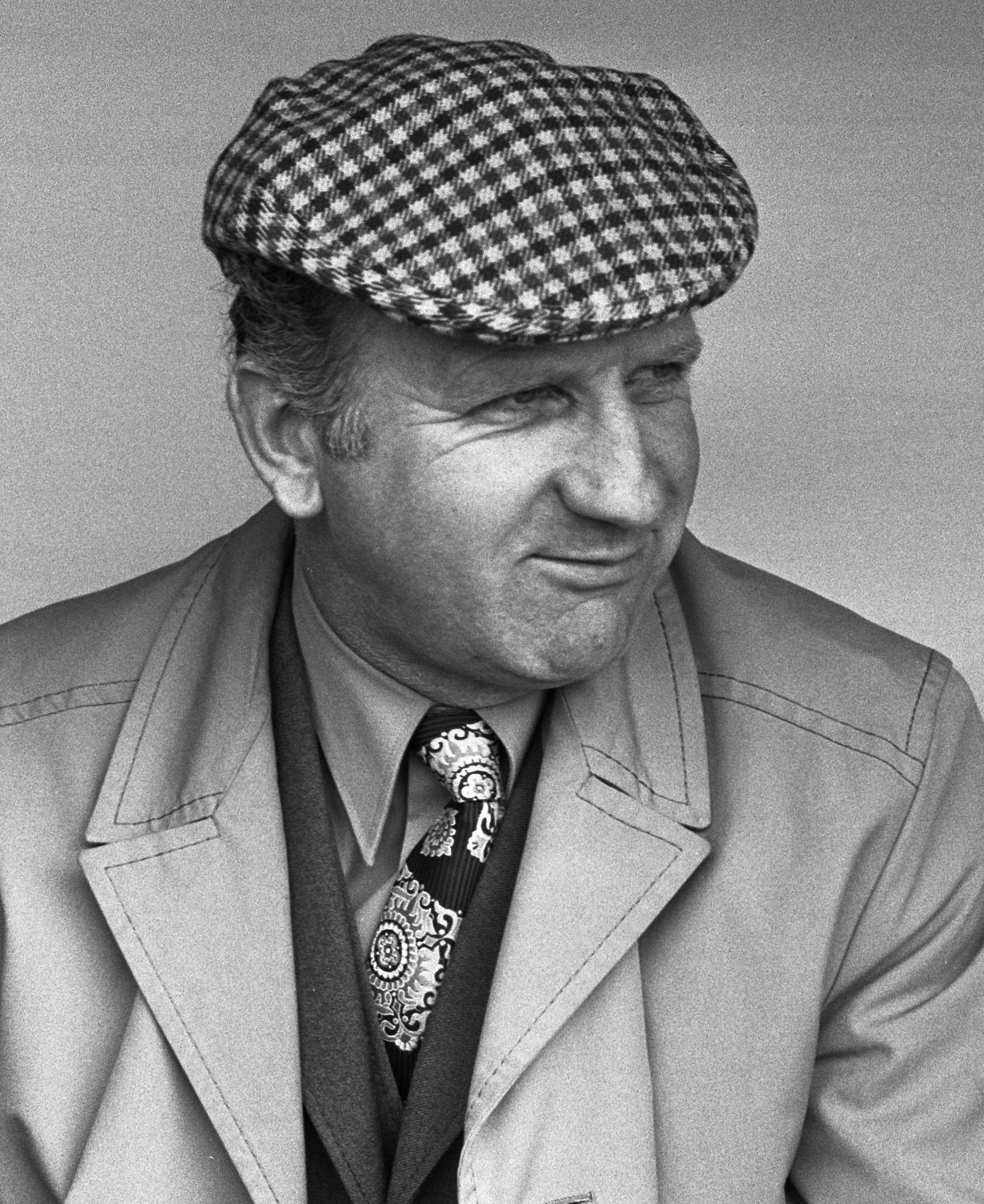
FC Twente-trainer Kees Rijvers in 1972

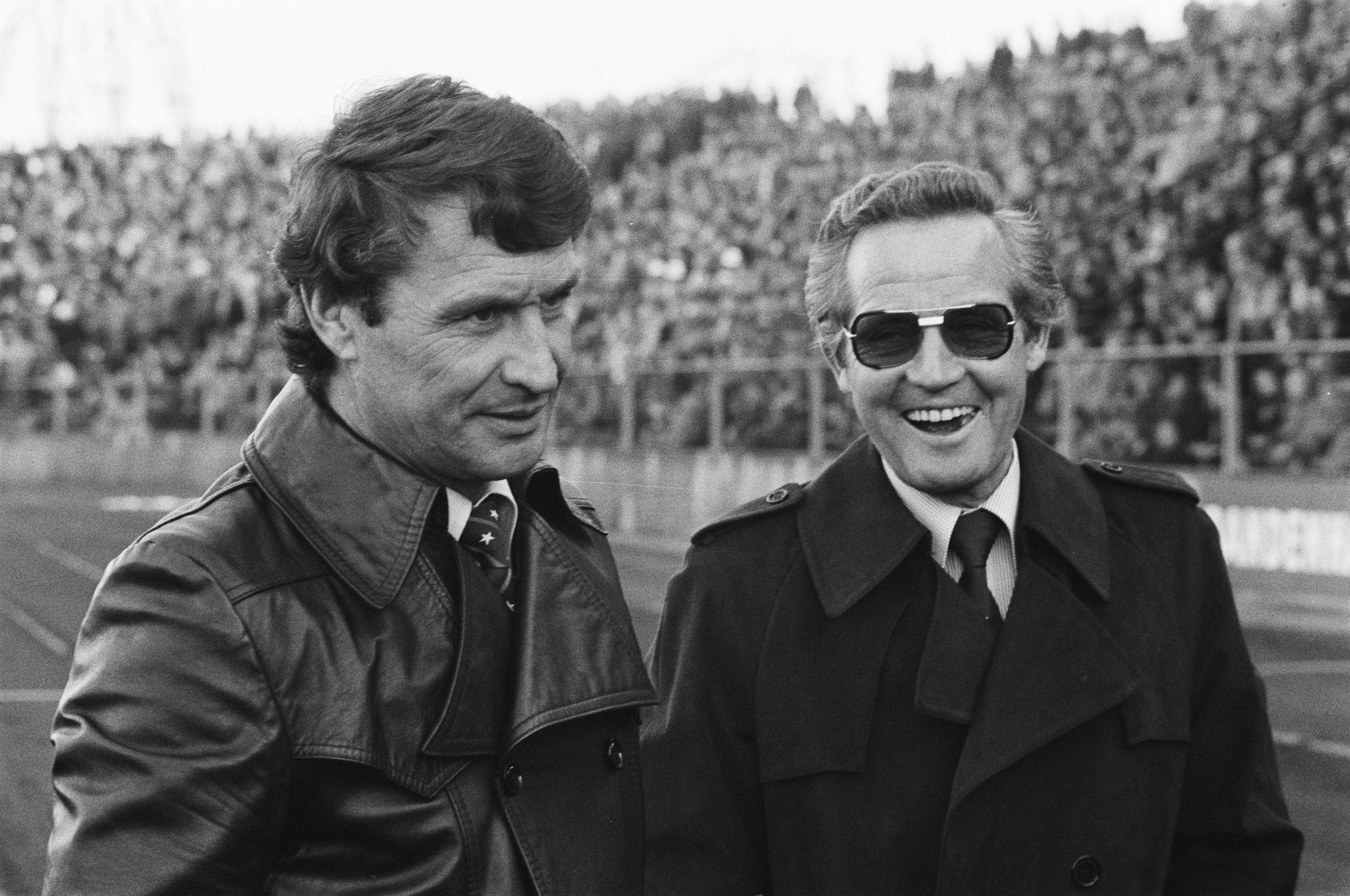
Twente-trainer Spitz Kohn (links) met AZ-bestuurder Klaas Molenaar bij het bekerduel FC Twente-AZ'67 in 1977

De fusieclub had het in zijn eerste jaren niet gemakkelijk. De resultaten waren een stuk minder dan die van SC Enschede in de voorgaande seizoenen; door overgenomen schulden van de voorgangers en de salariskosten van een te grote selectie ontstonden er liquiditeitsproblemen en de gelouterde trainer Friedrich Donenfeld kon zijn spelers maar moeilijk motiveren. Vanaf het tweede seizoen ging het roer om. Onder leiding van bestuursleden Cor Hilbrink, Henk Olijve en Henny Iliohan werd de selectie gesaneerd. Donenfeld en zijn assistent Mister Ernie Robinson maakten plaats voor de 40-jarige oud-international Kees Rijvers, tot dat moment assistent-trainer bij Willem II. Een aantal oudere en dure selectiespelers belandde op de transferlijst. Onder Rijvers werden jonge en goedkope talenten als Epi Drost, Theo Pahlplatz, Jan Jeuring, Dick van Dijk, Eddy Achterberg, Kick van der Vall, Piet Schrijvers, René en Willy van de Kerkhof en Kees van Ierssel naar Het Diekman gehaald. Uit de eigen "kweek" uit Sportclub Enschede waren onder anderen Willem de Vries, Kalle Oranen en Benno Huve er vanaf het begin bij. De in januari 1967 gehuurde en later aangetrokken Joegoslaaf Paja Samardžić vertrok weliswaar na een half jaar naar Feyenoord, maar de transfersom van een half miljoen gulden was voor die tijd ongekend en was deels bestemd voor de aflossing van schulden en deels voor investeringen in nieuwe spelers. Ook de verkoop van Van Dijk en Henk Houwaart leverde veel geld op, terwijl de aankoopkosten van nieuwe spelers meestal laag waren.
De vernieuwingen in het elftal leverden niet alleen sportieve successen maar ook fors toenemende bezoekersaantallen op. In het seizoen 1967/68 en seizoen 1969/70 werd de halve finale van de KNVB Beker bereikt. In het tussenliggende seizoen streed FC Twente lang mee om het landskampioenschap en werd het uiteindelijk derde. In de Jaarbeursstedenbeker 1970/71 werd FC Twente in de kwartfinale na verlenging uitgeschakeld door Juventus. In het seizoen 1971/72 werd opnieuw een derde plaats in de Eredivisie behaald. Rijvers vertrok na dat seizoen naar PSV en werd opgevolgd door zijn assistent Spitz Kohn.
Met spelers als Frans Thijssen, Johan Zuidema, Jaap Bos, Arnold Mühren, Niels Overweg, Ab Gritter en later Hallvar Thoresen, Piet Wildschut en André van Gerven leverde Kohn zelfs betere prestaties dan Rijvers. In het seizoen 1972/73 reikte FC Twente tot de halve finale in de UEFA Cup. Een jaar later deed de club tot de voorlaatste speeldag mee in de strijd om het landskampioenschap en werd het tweede. Weer een seizoen later was het verliezend finalist in de KNVB Beker en de UEFA Cup, na verlies tegen respectievelijk FC Den Haag en Borussia Mönchengladbach. In het seizoen 1976/77 werd ten slotte de eerste hoofdprijs binnengehaald. In de competitie scoorde FC Twente met een negende plek weliswaar het slechtste resultaat in tien jaar, maar het won de KNVB Beker door in de finale PEC Zwolle met 3-0 te verslaan. Ook aan het einde van de jaren 70 wist de club successen te behalen. In het seizoen 1977/78 werd FC Twente in de halve finale van de Europacup II uitgeschakeld door Anderlecht. In 1979 verloor het in een replay de finale van de KNVB Beker van Ajax. Een slechte competitiestart in het daaropvolgende seizoen en een kansloze 4-0-nederlaag tegen het Griekse Panionios in de eerste ronde van de Europacup II leidde op 26 september 1979 tot het ontslag van Kohn. Onder zijn opvolger Hennie Hollink wist de ploeg zich dat seizoen nog te plaatsen voor de UEFA Cup. Het zou tot 1989 de laatste keer zijn dat FC Twente zich voor Europees voetbal plaatste.

### 1980-1992: Degradatie en terugkeer aan de top
| Seizoen | Comp.     | Beker      | Europa |
| ------- | --------- | ---------- | ------ |
| 1980/81 | 6e (ERE)  | Laatste 16 | UEFA   |
| 1981/82 | 12e (ERE) | Laatste 16 |        |
| 1982/83 | 16e (ERE) | Laatste 16 | IC     |
| 1983/84 | 2e (1E)   | Laatste 8  |        |
| 1984/85 | 8e (ERE)  | Laatste 16 | IC     |
| 1985/86 | 14e (ERE) | Laatste 32 |        |
| 1986/87 | 7e (ERE)  | Laatste 16 |        |
| 1987/88 | 3e (ERE)  | Laatste 32 |        |
| 1988/89 | 3e (ERE)  | Laatste 16 |        |
| 1989/90 | 3e (ERE)  | Laatste 16 | UEFA   |
| 1990/91 | 6e (ERE)  | Laatste 32 | UEFA   |
| 1991/92 | 6e (ERE)  | Laatste 32 |        |

Vanaf 1980 ging het snel minder met FC Twente. In het seizoen 1980/81 werd nog een zesde plaats bereikt, maar dat was dat jaar niet voldoende voor Europees voetbal. Bepalende spelers als Hallvar Thoresen, Heini Otto, Martin Jol en Romeo Zondervan verlieten de club, opvolgers als Martien Vreijsen en Martin Koopman brachten ondanks hun ervaring niet het gewenste niveau. In het seizoen 1981/82 eindigde de ploeg als twaalfde. Rob Groener was tijdens dat seizoen Hollink opgevolgd als trainer. In het seizoen 1982/83 werd Groener op zijn beurt reeds in november wegens teleurstellende resultaten op non-actief gesteld. Oud-trainer Spitz Kohn keerde als interim tot het einde van het seizoen terug, assistent-trainer Epi Drost maakte zijn rentree op het voetbalveld en de Deense voetballer Jan Sørensen werd als duurste speler ooit voor FC Twente in de winterstop aangetrokken, maar degradatie bleek onafwendbaar.
In de Eerste divisie wist FC Twente het grootste deel van de ploeg intact te houden, inclusief publiekslieveling Manuel Sánchez Torres die in het begin van het seizoen nog weigerde te spelen nadat een transfer naar Real Madrid was afgeketst. Jongelingen Fred Rutten en Theo Snelders braken definitief door en aan de hand van de nieuwe trainer Fritz Korbach haalde de ploeg een tweede plaats welke recht gaf op promotie. Met de nieuwe spits Willy Carbo werd in het volgende seizoen een achtste plaats behaald. Het vertrek van smaakmakers Sánchez Torres en Sörensen bleek in het seizoen 1985/86 moeilijk op te vangen en de ploeg met veel jonge en onervaren spelers werd slechts veertiende.
In 1986 werd de spelersgroep verder verjongd, na het vertrek van de ervaren krachten Vreijsen en Dick Schoenaker. Theo Vonk volgde als trainer Korbach op en oud-trainer Kees Rijvers keerde terug als technisch directeur. Met spelers als Rutten, Snelders, Theo ten Caat, André Paus, Mika Lipponen en later Pieter Huistra, Andy Scharmin en spitsen Piet Keur en Claus Nielsen meldde FC Twente zich weer in de top van de Eredivisie. In de seizoenen 1986/87 en 1987/88 plaatste de ploeg zich via respectievelijk een zevende en derde plaats twee keer voor een nacompetitie, waarin echter Europees voetbal werd misgelopen. In de seizoenen 1988/89 en 1989/90 werd opnieuw een derde plaats behaald, waarmee FC Twente zich deze keren wel voor Europees voetbal kwalificeerde. Club Brugge en Bayer Leverkusen waren in de eerste ronde van de UEFA Cup echter te sterke tegenstanders. In de competitie had FC Twente zich na de drie derde plaatsen in de subtop genesteld, met zesde plaatsen in de seizoenen 1990/91 en 1991/92. De ploeg stond echter als saai en kleurloos te boek en viel op door een groot aantal gelijke spelen. Met een bezoekersaantal van gemiddeld onder de 6.000 toeschouwers per seizoen, trok FC Twente tussen 1989 en 1992 de laagste belangstelling in de clubhistorie. Twee actieve spelers kwamen in deze periode te overlijden: verdediger Andy Scharmin kwam op 7 juni 1989 om het leven bij de SLM-ramp in Suriname en de van Feyenoord overgekomen aanvaller Tom Krommendijk verongelukte op 25 augustus 1990.

### 1992-1998: Van Diekman naar Arke Stadion
| Seizoen | Comp.     | Beker      | Europa |
| ------- | --------- | ---------- | ------ |
| 1992/93 | 5e (ERE)  | Laatste 8  |        |
| 1993/94 | 5e (ERE)  | Laatste 16 | UEFA   |
| 1994/95 | 5e (ERE)  | Laatste 16 | UEFA   |
| 1995/96 | 10e (ERE) | Laatste 8  |        |
| 1996/97 | 3e (ERE)  | Laatste 16 |        |
| 1997/98 | 9e (ERE)  | Laatste 4  | UEFA   |

Met trainer Rob Baan, die in 1992 de naar Real Burgos vertrokken Vonk opvolgde, bleef FC Twente een subtopper in de Eredivisie. Onder Baan eindigde de club twee keer als vijfde, waarmee het zich beide keren plaatste voor de UEFA Cup. Respectievelijk Bayern München en Kispesti Honvéd schakelden FC Twente echter reeds in de eerste ronde uit. In de eerste helft van het seizoen 1992/93 was FC Twente in de kop van de ranglijst te vinden. Op 4 december 1992 boekte het een historische zege in Amsterdam; voor het eerst werd Ajax in een uitwedstrijd verslagen. In de winterstop werd Ronald de Boer, die in 1991 van Ajax naar FC Twente was overgekomen, teruggekocht door zijn oude club. Als vervangers werden Edwin Vurens en Michael Mols aangetrokken. Andere spelers in deze periode waren onder anderen Youri Mulder, Prince Polley, Michel Boerebach, André Paus en Nico-Jan Hoogma. Doelverdediger Hans de Koning moest in de aanloop naar seizoen 1993/94 door een blessure noodgedwongen zijn loopbaan beëindigen en werd opgevolgd door Sander Boschker. Onder Baan maakte de op dat moment 16-jarige Arnold Bruggink zijn debuut.

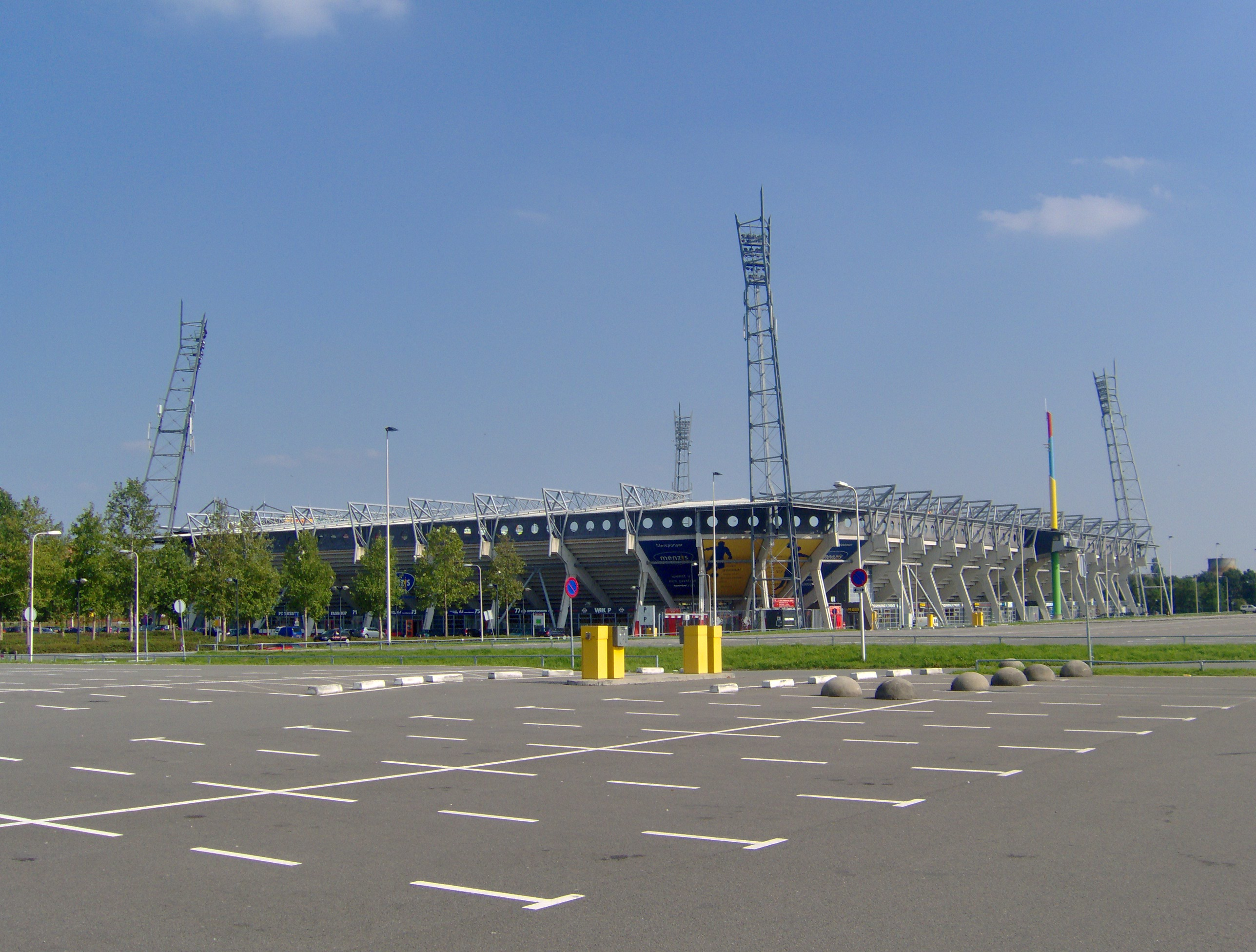
FC Twente verhuisde in 1998 naar het Arke Stadion.

Het contract met Baan werd in 1994 afgekocht. Hij werd opgevolgd door oud-speler Issy ten Donkelaar, die tot dat moment hoofd opleidingen was. De in 1992 als voetballer afgekeurde Fred Rutten werd zijn assistent. Met de van Go Ahead Eagles overgenomen Paul Bosvelt deed FC Twente in de eerste maanden van het seizoen 1994/95 boven in de Eredivisie mee. In het Diekman werd Feyenoord met 5-1 verslagen. Een 6-1 uitnederlaag tegen Vitesse luidde een mindere periode in en FC Twente eindigde voor het derde achtereenvolgende jaar op een vijfde plek, hoewel plaatsing voor Europees voetbal dit keer werd misgelopen. Het seizoen 1995/96 startte minder voorspoedig. FC Twente was voor het eerst sinds jaren niet in de bovenste helft van de ranglijst te vinden. Een 3–0 thuisnederlaag tegen NAC luidde het vertrek van Ten Donkelaar in, die terugkeerde naar zijn vorige functie als hoofd opleidingen. Assistent Rutten werd tijdelijk gepromoveerd tot hoofdtrainer. In januari werd de Duitser Hans Meyer gepresenteerd als nieuwe coach. FC Twente eindigde het jaar als tiende.
Met international John Bosman, de teruggekeerde Erik ten Hag en de Schotse verdediger Rob McKinnon als nieuwe aankopen verliep het seizoen 1996/97 zeer voorspoedig. Achter PSV en Feyenoord eindigde het team op een derde plaats, waarmee het zich voor het eerst in drie seizoenen weer plaatste voor de UEFA Cup. Zonder Bosvelt en Bruggink, die naar respectievelijk Feyenoord en PSV vertrekken, eindigde FC Twente in het seizoen 1997/98 op een negende plek. In de UEFA Cup kwam de ploeg tot de derde ronde, het beste resultaat in twintig jaar. Lillestrøm SK en Aarhus GF werden uitgeschakeld, AJ Auxerre was vervolgens te sterk. In het toernooi om de KNVB Beker werd FC Twente in de halve finale uitgeschakeld door PSV. Aangezien de finalisten PSV en Ajax beiden reeds geplaatst waren voor de Champions League, mochten sc Heerenveen en FC Twente in een troostfinale strijden om een ticket voor de Europacup II. Heerenveen won deze wedstrijd met 3-1.
Inmiddels was op 22 april 1998 de laatste wedstrijd in Stadion Het Diekman gespeeld. Het stadion was vaak maar matig gevuld en in commercieel opzicht niet aantrekkelijk. Het laatste competitieduel van het jaar, op 10 mei 1998 tegen PSV, werd in het inmiddels voltooide Arke Stadion afgewerkt. FC Twente won deze wedstrijd met 3-0.

### 1998-2003: Volksverhuizing en bijna failliet
| Seizoen | Comp.     | Beker      | Europa |
| ------- | --------- | ---------- | ------ |
| 1998/99 | 8e (ERE)  | Laatste 16 | IC     |
| 1999/00 | 6e (ERE)  | Laatste 32 |        |
| 2000/01 | 11e (ERE) | Winnaar    |        |
| 2001/02 | 12e (ERE) | Laatste 16 | UEFA   |
| 2002/03 | 11e (ERE) | 1e ronde   |        |

In het nieuwe stadion begon Hans Meyer aan zijn laatste seizoen bij de club. De club eindigde op de achtste plaats. Hij vertrok, ondanks een doorlopend contract, naar Borussia Mönchengladbach. Na Meyer werd Fred Rutten aangesteld als trainer. De voormalig aanvoerder van de club was onder de Duitser nog assistent. In het seizoen 1999/00 leidde hij de ploeg naar een zesde plek, maar een jaar later werd de ploeg teleurstellend elfde. Wel won hij dat jaar de KNVB Beker door in de finale PSV te verslaan na een strafschoppenserie. De finale werd bijgewoond door meer dan dertigduizend Tukkers. Men sprak dan ook over een ware volksverhuizing. Na de bekerwinst vertrok zowel trainer Rutten als topscorer Jan Vennegoor of Hesselink naar PSV. Voor de spits uit Oldenzaal werd een recordbedrag betaald door de Eindhovenaren. Als opvolger van Rutten werd John van 't Schip aangesteld. Zijn eerste seizoen was teleurstellend met een twaalfde plek op de ranglijst. Tijdens de voorbereiding op het nieuwe seizoen leverde hij zijn contract in. De Belg René Vandereycken nam daarna het stokje over. Na een elfde plaats in het seizoen 2002/03 eindigde hij een seizoen later op de achtste plaats en leidde hij het elftal opnieuw naar de bekerfinale. Tegen FC Utrecht verloor de ploeg de finale door een doelpunt van Dave van den Bergh. Ondertussen kende de club financieel gezien grote problemen. Door onder meer een vordering van de belastingdienst van € 3,1 miljoen verkeerde de club op de rand van een faillissement.

### 2003-2011: Opbouw en nieuwe succesperiode
| Seizoen | Comp.    | Beker      | Europa    |
| ------- | -------- | ---------- | --------- |
| 2003/04 | 8e (ERE) | Finale     |           |
| 2004/05 | 6e (ERE) | Laatste 16 |           |
| 2005/06 | 7e (ERE) | Laatste 16 |           |
| 2006/07 | 4e (ERE) | Laatste 16 | IC, UEFA  |
| 2007/08 | 2e (ERE) | Laatste 64 | UEFA      |
| 2008/09 | 2e (ERE) | Finale     | vCL, UEFA |
| 2009/10 | 1e (ERE) | Laatste 4  | vCL, EL   |
| 2010/11 | 2e (ERE) | Winnaar    | CL, EL    |

In 2003 werd Joop Munsterman aangesteld als voorzitter en daarnaast ging oud-aanvoerder Johan Plageman op pro-Deo-basis aan de slag als technisch directeur. Er werd een beleidsplan opgesteld dat de naam "FC Twente in de steigers" kreeg. Er werd flink gesaneerd in de organisatie. Ook de spelersgroep kreeg hieronder te lijden. Zo verliet clubicoon Sander Boschker de club voor Ajax, omdat hij zich niet kon vinden in de verlaagde aanbieding die hij van de club had ontvangen. In die periode trok de club voornamelijk transfervrije spelers aan. Daarnaast wist men ook Blaise Nkufo aan te trekken met behulp van externe financierders.

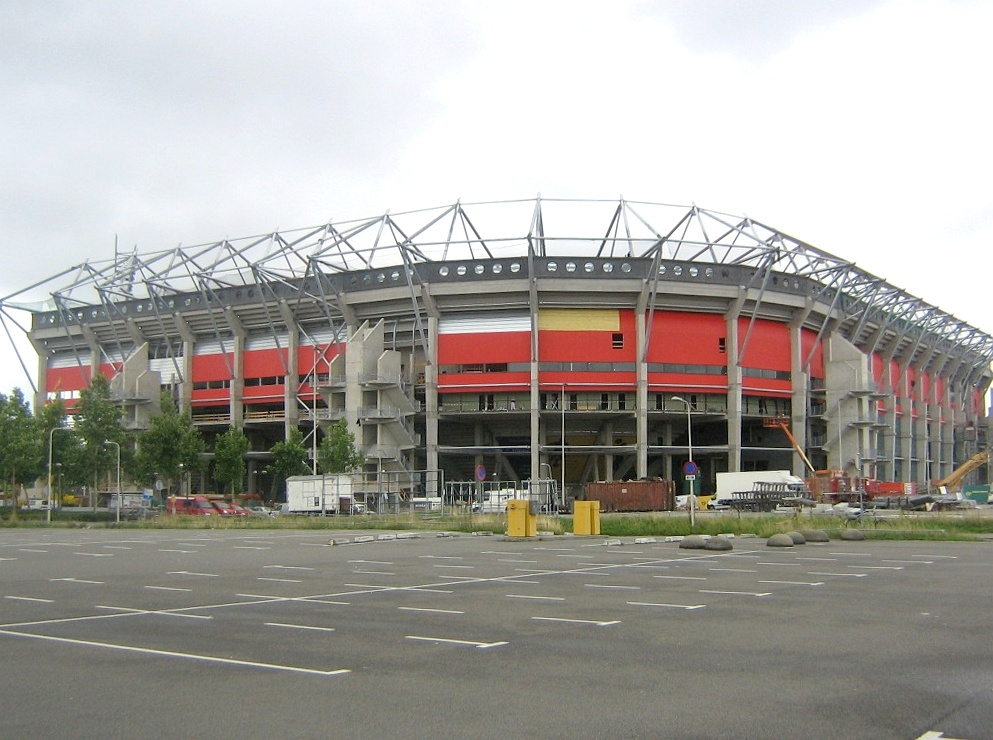
Het stadion werd in 2008 uitgebreid naar 24.200 plaatsen

In 2006 verliet Plageman de club, omdat hij zich niet kon vinden in de ambitieuze plannen van voorzitter Munsterman en commercieel directeur Jan van Halst. Munsterman stelde daarop Fred Rutten aan als nieuwe trainer/technisch directeur. Rutten legde bij FC Twente de basis van het topsportklimaat, waar de club de jaren erna van zou profiteren. Na een vierde plaats in de competitie behaalde hij een seizoen later winst in de play-offs en stelde zo een ticket voor de voorrondes van de Champions League veilig. Ondertussen werd er met een nieuw beleidsplan gewerkt, dat de naam "FC Twente, meer dan alleen een passend (t)huis" kreeg. Hierin stond met name de uitbreiding van het stadion centraal. Voor aanvang van het seizoen 2008/09 werd dit gerealiseerd. Dit werd betreden met een nieuwe trainer. Steve McClaren volgde Rutten op, die zelf naar Schalke 04 vertrok.
In het eerste jaar van McClaren werd FC Twente tweede in de competitie en behaalde de club de bekerfinale, die verloren werd van sc Heerenveen. Een jaar later werd FC Twente voor het eerst landskampioen, onder meer door een uitstekend seizoen van nieuweling Bryan Ruiz, waarna McClaren de club verliet voor VfL Wolfsburg. In Michel Preud'homme vond de club een nieuwe trainer, die uitvoering moest geven aan het nieuwe beleidsplan "More than a feeling". Centraal in dit beleidsplan staat de aansluiting met de vaderlandse top te krijgen en tevens met de Europese subtop. Onder Preud'homme werd de Johan Cruijff Schaal 2010 aan de prijzenkast toegevoegd. In de allereerste deelname aan de UEFA Champions League werd in een poule met regerend kampioen Internazionale, Werder Bremen en Tottenham Hotspur een derde plaats gehaald die recht gaf op overwintering in de UEFA Europa League. Hierin werd, voor het eerst sinds 1978, de kwartfinale gehaald.
Op 8 mei 2011 wist FC Twente tevens beslag te leggen op de KNVB Beker 2010/11 door na verlenging Ajax met 3-2 te verslaan.FC Twente won het kampioenschap echter niet, doordat een week later de laatste wedstrijd van het seizoen met 3-1 werd verloren van Ajax. De Johan Cruijff Schaal 2011 werd als bekerwinnaar tegen landskampioen Ajax wel gewonnen.

### 2011-2016: Sportieve neergang en financiële problemen
| Seizoen | Comp.     | Beker      | Europa  |
| ------- | --------- | ---------- | ------- |
| 2011/12 | 8e (ERE)  | Laatste 16 | vCL, EL |
| 2012/13 | 6e (ERE)  | Laatste 32 | EL      |
| 2013/14 | 3e (ERE)  | Laatste 64 |         |
| 2014/15 | 10e (ERE) | Laatste 4  | vEL     |
| 2015/16 | 13e (ERE) | Laatste 64 |         |

Met Co Adriaanse begon FC Twente in seizoen 2011/12 met een nieuwe oefenmeester, maar Adriaanse en FC Twente gingen al in de winterstop uit elkaar, waarna Steve McClaren voor een tweede periode als coach werd aangesteld. FC Twente zakte na een goede start steeds verder weg op de ranglijst en eindigde de competitie als zesde. Door verlies in de play-offs voor Europees voetbal werd de ploeg uiteindelijk op een achtste plaats in de eindrangschikking geklasseerd. In seizoen 2003/04 gebeurde het voor het laatst dat FC Twente zo laag eindigde. FC Twente mocht echter meedoen aan de voorrondes voor de Europa League via een fair-play ticket.
In het daaropvolgende seizoen verliep het voor FC Twente allemaal niet veel beter. In de KNVB Beker werd FC Twente uitgeschakeld door FC Den Bosch en in de Europa League kwam men niet verder dan de groepsfase. Na de winterstop liet de club een hoop punten liggen en was bij de supporters de maat vol. Op 26 februari 2013 nam Steve McClaren zelf het besluit om op te stappen. Onder leiding van interim-coach Alfred Schreuder eindigde FC Twente op de zesde plaats, maar strandde in de play-offs tegen FC Utrecht.
Het seizoen 2014/15 was het vijftigste jaar in het bestaan van de Enschedese voetbalclub. Met een derde plaats in het voorgaande seizoen had de ploeg zich geplaatst voor de UEFA Europa League 2014/15. De club kreeg in de competitie tot tweemaal toe drie punten in mindering omdat de club zich niet aan de eisen van de KNVB hield en in de tweede seizoenshelft in financiële problemen raakte. In januari 2015 kondigde voorzitter Joop Munsterman na twaalf jaar voorzitterschap zijn vertrek aan. De achtergebleven mensen moesten een plan maken om FC Twente weer gezond te krijgen. Zo ging Jong FC Twente weg uit de Eerste divisie en werd de begroting teruggeschroefd.
Zowel bestuurlijk als sportief ging het FC Twente niet voor de wind. FC Twente eindigde in het seizoen 2014/15 op een tiende plaats in de competitie en haalde ook weinig punten in het volgende seizoen. Trainer Alfred Schreuder was de zondebok. Tijdens het duel met AZ, op 26 april, hing bijna het hele stadion vol met anti-Schreuder spandoeken. Schreuder werd uiteindelijk eind augustus 2015 door de club ontslagen. Assistent René Hake nam de rest van het seizoen van hem over. Op 24 november 2015 kwamen er gelekte documenten over de deal met Doyen Sports in de media. Uit de uitgelekte documenten bleek de samenwerking tussen FC Twente en Doyen anders in elkaar te zitten dan lange tijd werd voorgehouden. De KNVB deed onderzoek naar de nieuwe documenten. Aldo van der Laan legde zijn functie als voorzitter van FC Twente per direct neer. Uiteindelijk besloot de KNVB FC Twente voorwaardelijk de licentie te ontnemen en een boete te heffen van circa 45.000 euro. FC Twente trok op 21 maart 2016 jaarrekening 2014/2015 in omdat de overeenkomst rond de transfer van Dušan Tadić volgens interim-directeur Onno Jacobs niet klopte. De KNVB bracht de club daarop opnieuw drie punten in mindering.

### 2017 en verder: Crisis, degradatie, promotie en Europees voetbal
| Seizoen | Comp.     | Beker        | Europa  |
| ------- | --------- | ------------ | ------- |
| 2016/17 | 7e (ERE)  | Eerste ronde |         |
| 2017/18 | 18e (ERE) | Laatste 4    |         |
| 2018/19 | 1e (1E)   | Laatste 8    |         |
| 2019/20 | 14e (ERE) | Tweede ronde |         |
| 2020/21 | 10e (ERE) | Eerste ronde |         |
| 2021/22 | 4e (ERE)  | Derde ronde  |         |
| 2022/23 | 5e (ERE)  | Tweede ronde | poCoL   |
| 2023/24 | 3e (ERE)  | Tweede ronde | poCoL   |
| 2024/25 | 6e (ERE)  | Laatste 16   | vCL, EL |

FC Twente eindigde de reguliere competitie van 2015/16 op de veilige dertiende plaats in de Eredivisie, maar de licentiecommissie van de KNVB trok de licentie van FC Twente na afloop van het seizoen 2015/16 in omdat opnieuw ernstige tekortkomingen waren gebleken. Tegelijkertijd kreeg de club een nieuwe licentie waarmee ze weer in kon stromen in het betaald voetbal, in de Eerste divisie. De commissie vond het gerechtvaardigd om de club de benodigde licentie voor het spelen van betaald voetbal af te nemen op basis van wanbeleid en misleiding in het verleden. De nieuwe licentie werd vervolgens verstrekt op basis van positieve inspanningen in het voorgaande half jaar. FC Twente tekende beroep aan tegen de beslissing van de licentiecommissie. De beroepscommissie van de KNVB bepaalde op 17 juni 2016 dat FC Twente in de Eredivisie mocht blijven. De club kreeg wel een boete van totaal 181.000 euro voor vier eerder gemaakte overtredingen die tussen december 2015 en mei 2016 door FC Twente geopenbaard werden. Elke afzonderlijke overtreding werd bestraft met de hoogst mogelijke boete van 45.250 euro. Op 29 april 2018 verloor FC Twente cruciale punten na een 5-0 nederlaag bij Vitesse om rechtstreekse degradatie te voorkomen waarmee de club na 34 jaar weer zal uitkomen in de Eerste Divisie. De commercieel directeur Jan van Halst voelde zich mede verantwoordelijk en stapte vervolgens op.
In de Eerste divisie had FC Twente een wisselvallig jaar. Vanaf december 2018 werd echter in een serie van vijftien wedstrijden geen enkele keer verloren, waardoor de club een grote voorsprong op de concurrentie pakte. Op 22 april 2019 werd in de 36e speelronde het kampioenschap en de promotie veiliggesteld. FC Twente speelde thuis met 0-0 gelijk tegen Jong AZ, maar doordat de laatst overgebleven concurrent Sparta Rotterdam verloor was FC Twente niet meer te achterhalen.
Ondanks de promotie werd trainer Marino Pusic ontslagen als trainer van FC Twente. Zijn assistent Gonzalo Garcia promoveerde naar hoofdtrainer en moest FC Twente gaan leiden na de promotie. Na een goede start was een 2-3 thuisnederlaag tegen Heracles het begin van een mindere periode. FC Twente zakte af naar de onderste regionen van de Eredivisie en na een knappe overwinning op AZ volgden drie nederlagen. Na de 1-0 nederlaag tegen Vitesse werd de Eredivisie echter stilgelegd door de coronacrisis. FC Twente eindigde daardoor het seizoen 2019/20 op een veertiende plaats.
Aan het begin van het seizoen 2020/21 werd Garcia de laan uitgestuurd om opgevolgd te worden door de ervaren Ron Jans. Tegelijkertijd kwam Jan Streuer als technisch directeur als vervanger van de opgestapte Ted van Leeuwen. Streuer haalde onder anderen spelers als Queensy Menig en Václav Černý naar de Grolsch Veste. Na een uitstekende eerste seizoenshelft vielen de resultaten in de tweede seizoenshelft tegen. FC Twente liep de play-offs voor Europees voetbal mis en eindigde op de tiende plaats. Naar aanleiding van dit seizoen wilde Streuer meer ervaren krachten naar Enschede halen. Dit gebeurde door het aantrekken van spelers als Robin Pröpper en Ricky van Wolfswinkel. Daarnaast kreeg de jeugd steeds meer een kans. Mees Hilgers, Ramiz Zerrouki en Daan Rots werden basisspelers van FC Twente. Ook Jody Lukoki werd aangetrokken. Hij raakte echter vlak na zijn komst zwaargeblesseerd waardoor Lukoki nooit een wedstrijd speelde voor FC Twente. Het contract van Lukoki werd op 17 februari 2022 ontbonden na een conflict in zijn privéleven. Drie maanden later, op 9 mei 2022, overleed Lukoki na een zware operatie aan een hartstilstand.
Na een uitstekend seizoen met een vierde plaats als eindklassering plaatste FC Twente zich voor de derde voorronde van de kwalificatie voor de Conference League. De laatste keer dat de club erin slaagde om Europees voetbal te halen was in 2014. In de derde voorronde versloeg FC Twente FK Čukarički, maar de ploeg strandde in de vierde ronde tegen Fiorentina. Tegen de Italianen werd in de uitwedstrijd 2-1 verloren, waarna de Tukkers in eigen huis op 0-0 bleven steken. De eerste wedstrijd na de Europese uitschakeling ging ook verloren, uit bij FC Volendam. In het seizoen 2022/23 bleven de Tukkers thuis het hele jaar ongeslagen met overwinningen op PSV, AZ en Ajax als hoogtepunten. In de uitwedstrijden ging het echter een stuk minder. Vaak lukte het niet om de kansen om te zetten in doelpunten. Uiteindelijk sloot FC Twente het seizoen af op de vijfde plek, waardoor de ploeg play-offs om plaatsing voor de voorronden van de Conference League mocht spelen. Hierin verzekerde FC Twente zich opnieuw van de voorrondes van de Conference League door sc Heerenveen en Sparta Rotterdam te verslaan. Tijdens het seizoen liet hoofdtrainer Ron Jans weten dat dit zijn laatste seizoen bij FC Twente zou zijn. Hij werd opgevolgd door Joseph Oosting. Technisch directeur Jan Streuer deed een stap terug, maar bleef aan als adviseur van de nieuwe technisch directeur Arnold Bruggink. Met een vijfde plek in seizoen 2022/23 plaatste FC Twente zich opnieuw voor Europees voetbal. Na in de voorrondes voor de Conference League Hammarby IF en Riga FC verslagen te hebben, strandde de ploeg in de play-offs tegen het Turkse Fenerbahce.

## Organisatie

### Accommodaties

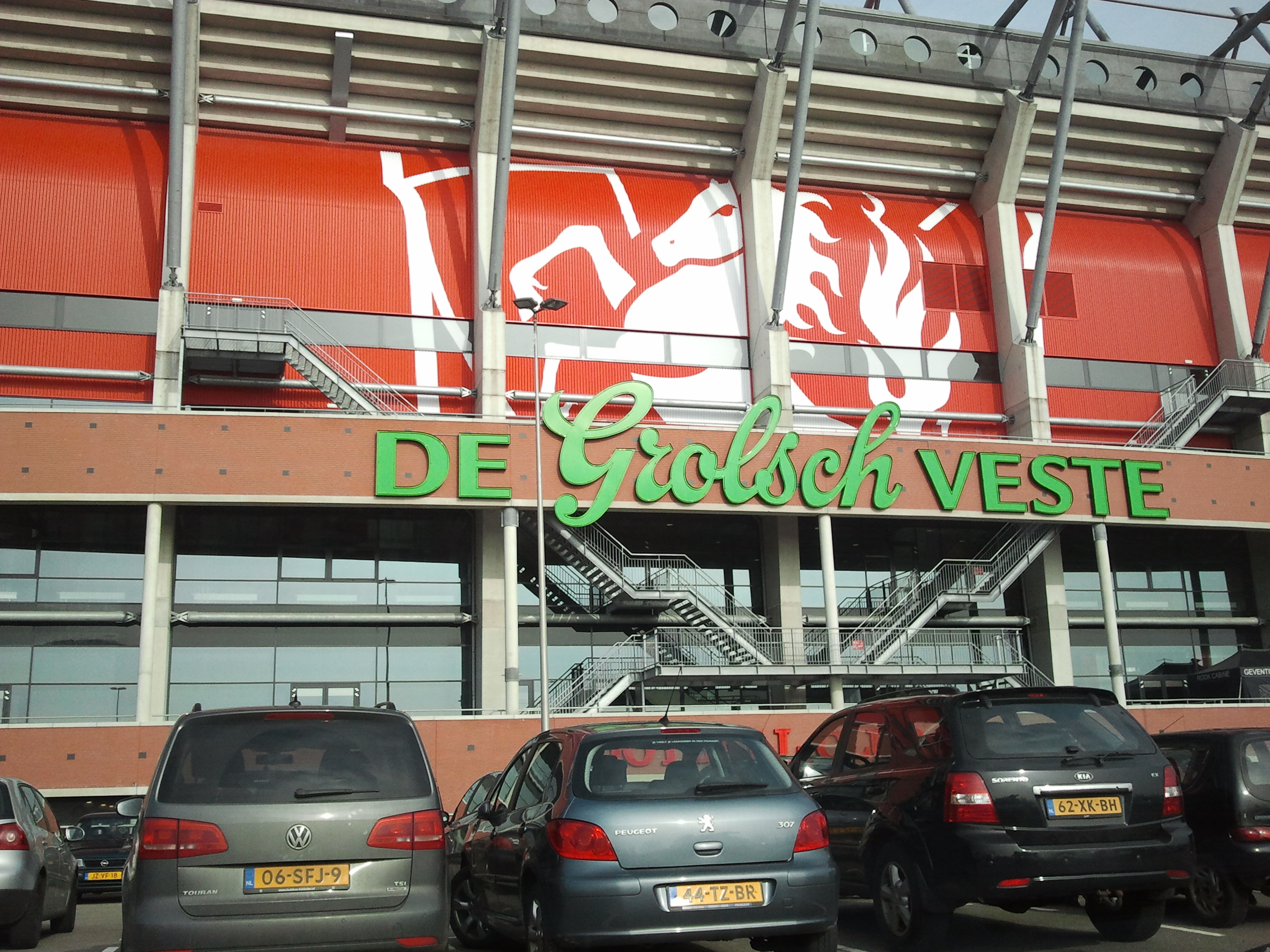
Het Twentse ros boven de nieuwe hoofdingang van De Grolsch Veste.

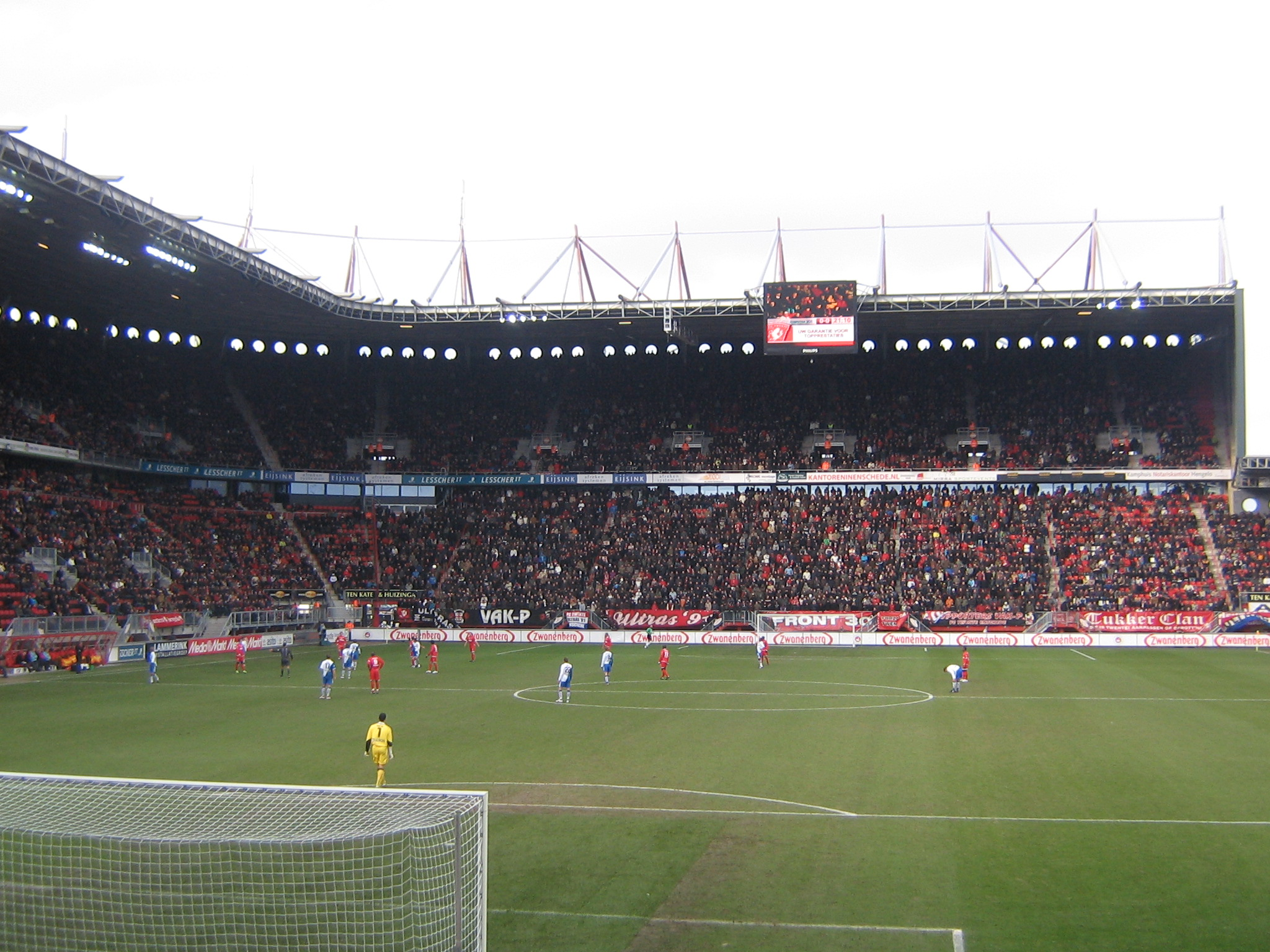
Het stadion tijdens een wedstrijd.

FC Twente beschikt over twee verschillende complexen. De thuiswedstrijden worden gespeeld in De Grolsch Veste in Enschede en er wordt getraind op het FC Twente-trainingscentrum dat aan de rand van Hengelo is gevestigd.
Er worden voorbereidingen getroffen voor een nieuw trainingscentrum op het terrein van sportpark Het Diekman, waar zowel de eerste mannenselectie als FC Twente Vrouwen zullen worden ondergebracht. De voetbalacademie blijft op de locatie in Hengelo.

#### De Grolsch Veste
FC Twente speelt zijn thuiswedstrijden in De Grolsch Veste (voorheen Arke Stadion). Dit stadion werd op 10 mei 1998 geopend en bood aanvankelijk plaats aan 13.500 toeschouwers. Later is dit teruggebracht naar 13.250. De eerste officiële wedstrijd die in het huidige stadion werd gespeeld was op 10 mei 1998 tegen PSV, een competitiewedstrijd die in 3-0 voor de Tukkers eindigde. Het stadion was tot december 2015 in het bezit van FC Twente. Dit komt niet vaak voor in Nederland. Op 18 december 2015 ging de gemeenteraad van Enschede akkoord met een reddingsplan voor FC Twente waardoor de Grolsch Veste werd overgenomen door de gemeente. De club betaalde vanaf dat moment 2,5 miljoen euro huur per jaar en 125.000 euro onderhoudskosten. Sinds 2 februari 2017 is het stadion weer in bezit van de Enschedese club zelf. Voor FC Twente betekent de naam een voor tegenstanders moeilijk te nemen "veste": een plek waar het voor de tegenstander lastig zou zijn een goed resultaat te behalen. De naam verwijst ook naar vestingstad Groenlo, waar sponsor Grolsch zijn oorsprong heeft.
Met ingang van het seizoen 2008/09 is het stadion uitgebreid met een gedeeltelijke tweede ring waardoor de capaciteit werd vergroot naar 24.200 bezoekers. In 2011 is de tweede uitbreiding van het stadion gerealiseerd fase waardoor er vanaf het seizoen 2011/12 30.000 supporters plaats kunnen nemen in het stadion. Bij deze uitbreiding is de overkant van Vak-P tevens voorzien van een tweede ring, terwijl de eerste ring er vier rijen aan de bovenkant bij heeft gekregen. De bezoekende supporters zijn verplaatst naar de tweede ring, waardoor het voor de Twente-supporters mogelijk om volledig rondom het stadion te lopen. Gedurende deze verbouwing stortte op 7 juli 2011 een gedeelte van het dak in. Hierbij kwamen twee personen om het leven en waren er 13 gewonden.
De grachten verdwijnen nog niet uit het stadion bij deze uitbreiding, wel onderzoekt de club op welke wijze het wenselijk is de grachten in de nabije toekomst te verwijderen waardoor de supporters dichter aan het veld gepositioneerd kunnen worden. Er waren in 2012 plannen voor een uitbreiding naar ruim 44.000 toeschouwers, waarbij ook de tribune aan de spoorzijde zou worden voorzien van een tweede ring.. Deze plannen zijn door het financiële verval waarin FC Twente terecht kwam niet uitgevoerd.
Tot 1998 werd gespeeld in Stadion Het Diekman, dat voor 1965 de thuisbasis was van SC Enschede.

#### FC Twente-trainingscentrum

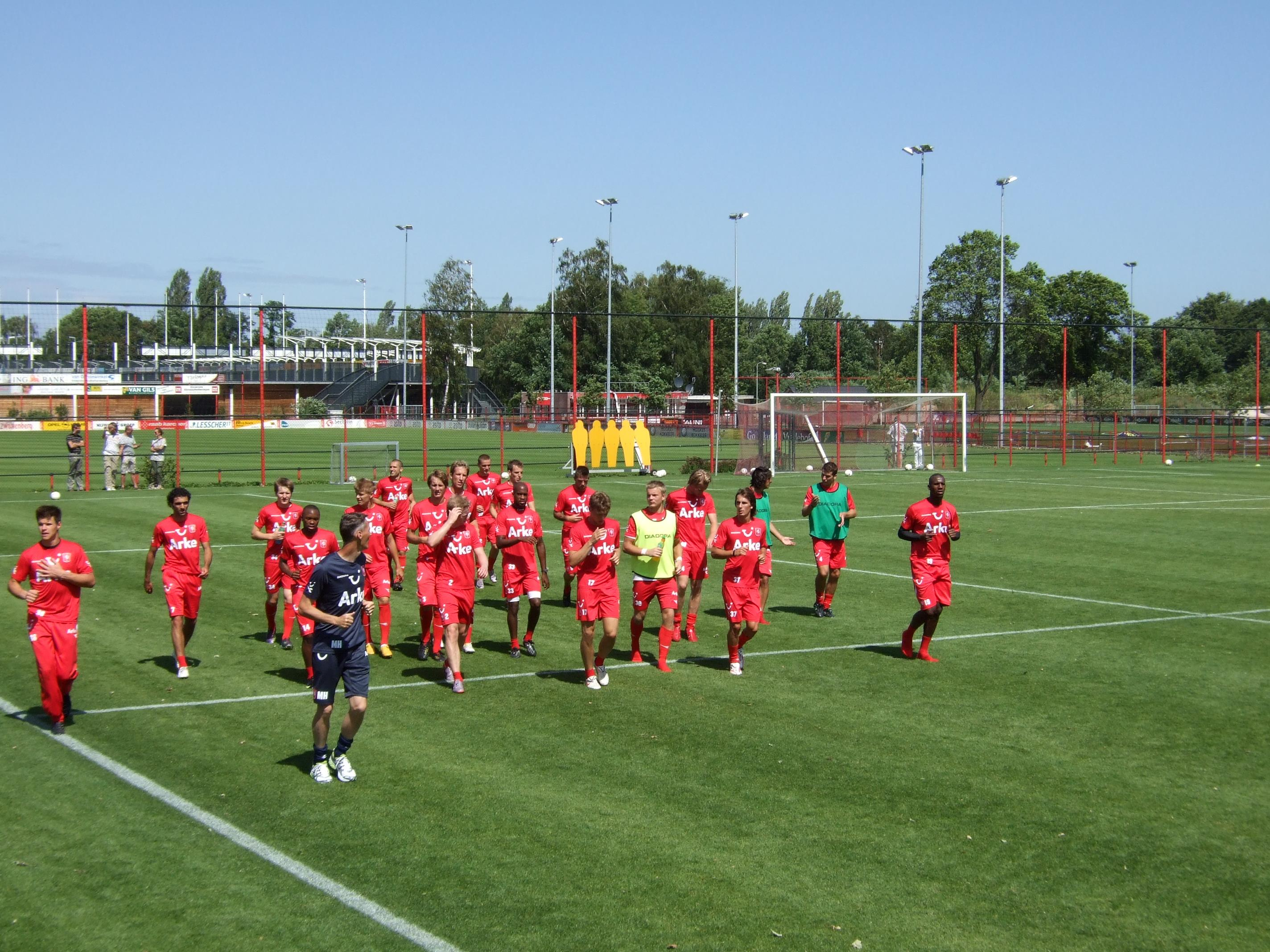
FC Twente-trainingscentrum

Toen FC Twente verhuisde van Het Diekman naar het nieuwe stadion in 1998 was er niet gelijk een vaste trainingsruimte beschikbaar. FC Twente trainde bij verschillende amateurverenigingen in de regio en heeft ook nog een periode op velden nabij Airport Twente zijn trainingen afgewerkt. Tijdens de bouw van De Grolsch Veste werd besloten de aanleg van een nieuw trainingscentrum in buurstad Hengelo te situeren. Er werd gekozen voor de directe omgeving van het Fanny Blankers-Koen Stadion, gelegen aan de rand van de stad. Het verouderde hoofdgebouw werd opgeknapt en op het terrein werden grote oppervlaktes omgebouwd tot trainingsaccommodatie voor alle elftallen van FC Twente, sinds de lente van 2001 betrekt de club deze locatie. De gehele technische en medische staf is tevens gesitueerd in Hengelo, en heeft de beschikking over zijn eigen kantoren op het trainingscentrum. De accommodatie wordt gedeeld met de jeugd van Heracles Almelo voor de gezamenlijke voetbalacademie. Voor aanvang van het seizoen 2008/09 beschikt het complex over twee extra kunstgras velden en een uitgebreide fitness faciliteit, dit op aandringen van de toenmalige trainer Fred Rutten.

### Embleem en tenue

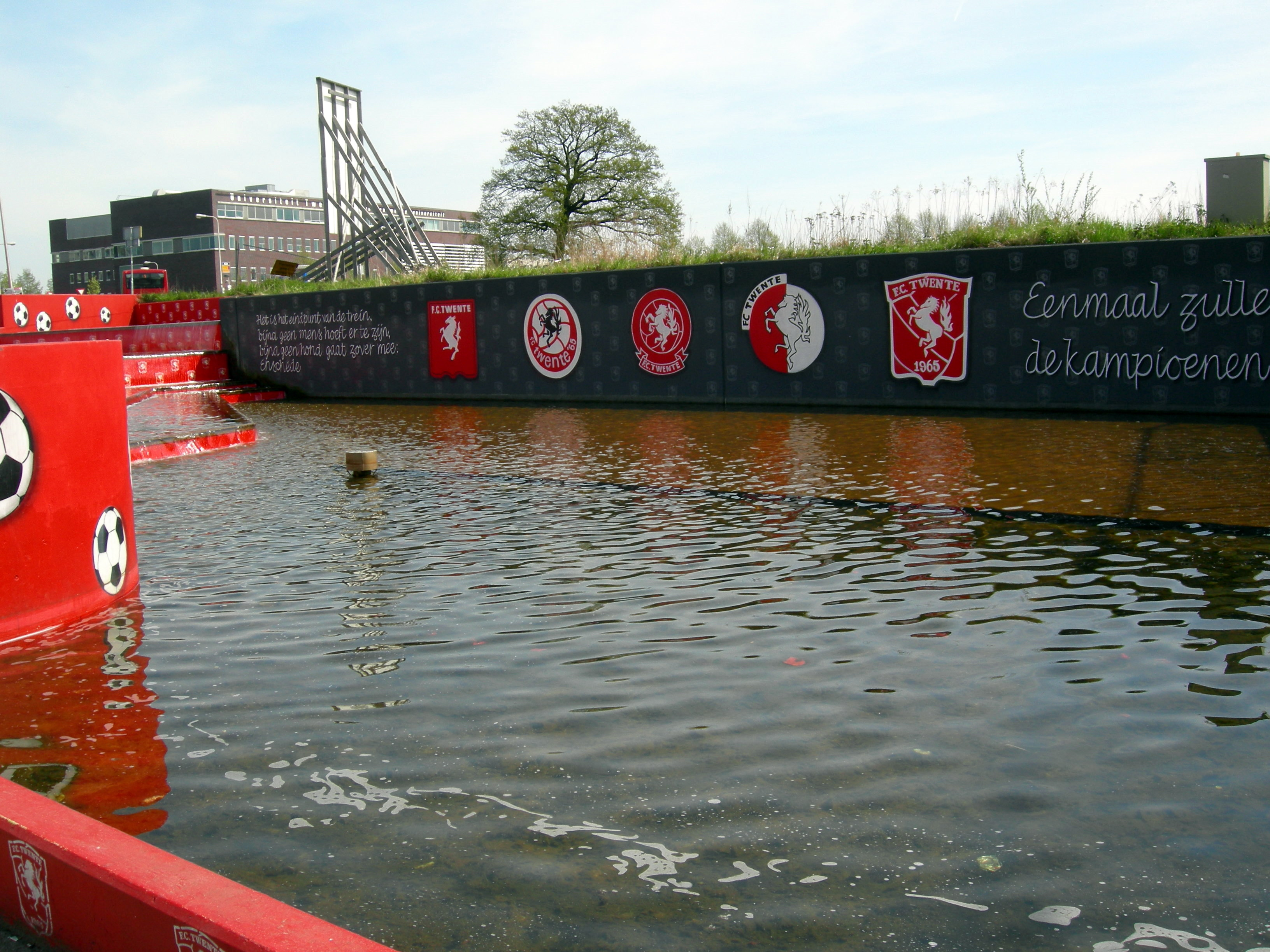
Oude en nieuwe logo's in graffiti nabij het stadion.

#### Embleem
Bij de oprichting van FC Twente in 1965 maakte de ontwerper destijds een voetbal met daarin het Twentse ros als symbool van strijdvaardig- en onverzettelijkheid. De naam van de toenmalige stichting, FC Twente '65, was eveneens verwerkt in dit eerste officiële embleem, dat het dertig jaar heeft volgehouden. In 1995 vond er een restyling plaats waarbij werd gekozen voor een tweekleurige splitsing van rood-wit in een cirkelvorm, de clubnaam FC Twente werd linksboven geplaatst in zwarte letters. Anno 2006 werd het derde en huidige embleem in de historie gepresenteerd tijdens het veertigjarig jubileumfeest. De ouderwetse bal in de achtergrond en de verwerking van het oprichtingsjaar zorgen voor gelijkenissen met het eerste wapen, terwijl het moderne, iconische schild met het gespierde steigerende ros een nieuwe toekomst moest uitstralen.
Ook dit embleem is door de club vastgelegd bij het merkenbureau en mag niet zonder toestemming door anderen worden gebruikt. Dat er in de loop der jaren wapens werden gebruikt die van bovenstaande afweken, was hoofdzakelijk de keus van de kledingsponsor, dit vooral uit commercieel oogpunt.

#### Tenue
In het officiële huishoudelijke reglement uit het oprichtingsjaar 1965 staat dat FC Twente zou komen te spelen in een rood voetbalshirt, met daaronder een witte broek en rode kousen. De witte broek verdween al snel na de oprichting waardoor FC Twente als enige Nederlandse profclub speelt in een volledig rood thuistenue. Het eerste reservetenue was geheel wit met een groene en zwarte band op het shirt. Dit shirt kwam terug in het seizoen 2005/06, toen de club haar veertigjarig jubileum vierde. De kleuren van de uitshirts verschillen per seizoen. Zo heeft de club in het seizoen 2007/08 en 2009/10 een lichtblauw uittenue, terwijl het in het seizoen 2008/09 aantrad in een antraciet tenue.
Sinds het seizoen 1999/00 speelt FC Twente met vaste rugnummers en spelersnamen achter op het shirt. Vanaf het seizoen 2005/06 heeft de club een vaste huisstijl ingevoerd.

#### Sponsoring
In het eerste decennium van het bestaan van de club maakte FC Twente nog geen gebruik van vaste shirtsponsoring. Al wel werden de trainingsjacks gesponsord, dit gebeurde voor het eerst in het seizoen 1970/71 door Grolsch. De overeenkomst met de brouwerij bevatte een clausule die bepaalde dat er een bepaald bedrag zou worden uitgekeerd per seconde dat de naam op de jacks in beeld verscheen. Achteraf bleek dit een peperdure constructie te zijn en werd het contract aangepast na één wedstrijd. Later zou touroperator Arke de trainingsjacks voor een korte periode sponsoren, dit sedert het seizoen 1974/75. Vanaf het seizoen 1982/83 prijkt steevast de naam van een sponsor op het shirt, met uitzondering van het seizoen 1991/92.
Sinds het seizoen 2005/06 was Arke shirtsponsor van het eerste team. De club ontving op dat moment jaarlijks een bedrag van € 1,6 miljoen voor het shirtsponsorschap, een bedrag dat zorgt voor een middenmoot klassering in de Eredivisie op dit gebied. Het bestuur heeft echter kenbaar gemaakt zijn loyale shirtsponsor niet in te willen ruilen voor slechts enkele tonnen meer op jaarbasis. Het seizoen 2012/13 was het laatste jaar dat Arke op de shirts prijkte, wel bleef het bedrijf daarna als sponsor verbonden aan de club. Volkswagen is tot medio 2012 verbonden als auto- en leasepartner aan de club.
Op 1 april 2011 werd officieel bekendgemaakt dat het Zwitserse sportmerk BURRDA met ingang van het seizoen 2011/12 de kledingsponsor zou worden voor een periode van 5 seizoenen. Echter werd dit contract in goed overleg na een seizoen beëindigd omdat het sportmerk zijn leveringen gedurende het hele jaar niet op orde kreeg. Vanaf het seizoen 2012/13 is Nike de kledingsponsor voor alle vertegenwoordigde elftallen van FC Twente. Vanaf het seizoen 2016/17 is het Britse bedrijf Sondico de kledingsponsor. De nieuwe kledingpartner kon, in tegenstelling tot Nike, de club een vast sponsorbedrag aanbieden.
FC Twente speelt tijdens het seizoen 2019/20 in het shirt van het merk Kick’s 21. Een nieuw merk, exclusief ontwikkeld voor FC Twente, dat de naam draagt van Kick van der Vall. Het nieuwe merk is een eerbetoon aan de middenvelder, die altijd speelde met rugnummer 21. In seizoen 2020/21 wordt gespeeld in het shirt van het Spaanse bedrijf Meyba. Vanaf het seizoen 2023/24 is het Britse bedrijf Castore de kledingsponsor.
| Periode   | Kledingsponsor | Shirtsponsor       |
| --------- | -------------- | ------------------ |
| 1982-1983 | adidas         | Arke               |
| 1983-1984 | adidas         | Hartman            |
| 1984-1985 | Admiral        | Hartman            |
| 1985-1986 | adidas         | Hartman            |
| 1986-1989 | adidas         | NCR                |
| 1989-1990 | adidas         | Laser Computer     |
| 1990-1991 | hummel         | Laser Computer     |
| 1991-1992 | hummel         | geen               |
| 1992-1995 | hummel         | SNS Bank           |
| 1995-1997 | adidas         | SNS Bank           |
| 1997-1998 | adidas         | ON Zorgverzekeraar |
| 1998-1999 | Fila           | Amicon             |
| 1999-2000 | Fila           | Essent / CasTel1   |
| 2000-2001 | Fila           | Essent             |
| 2001-2002 | Umbro          | Essent             |
| 2002-2005 | Umbro          | Zwanenberg         |
| 2005-2008 | Umbro          | Arke               |
| 2008-2011 | Diadora        | Arke               |
| 2011-2012 | BURRDA         | Arke               |
| 2012-2013 | Nike           | Arke               |
| 2013-2015 | Nike           | XXImo              |
| 2015-2016 | Nike           | Webprint           |
| 2016-2019 | Sondico        | Pure Energie       |
| 2019-2020 | Kick's 21      | Pure Energie       |
| 2020-2023 | Meyba          | Pure Energie       |
| 2023-2025 | Castore        | Elektramat         |
| 2025-     | Castore        | GGM Gastro         |

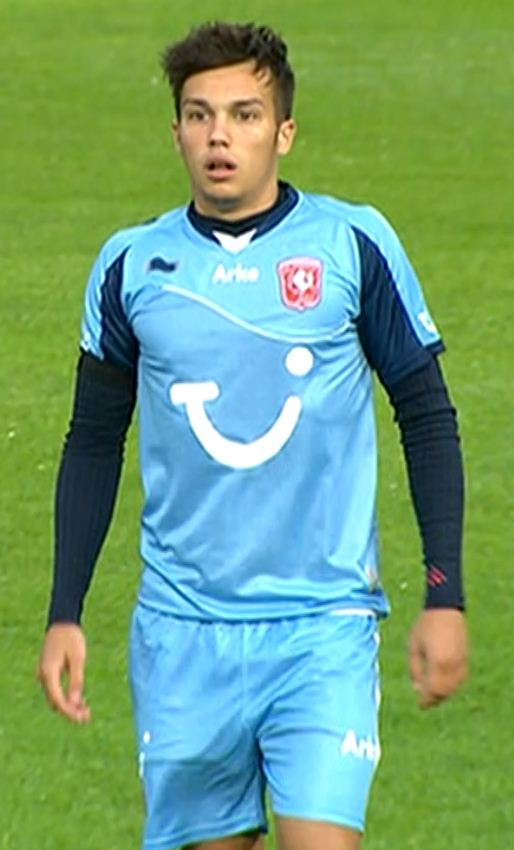
Vujičević in het uitshirt van 2011/12

1 Vanwege langdurige fusieonderhandelingen tussen de moederbedrijven van CasTel en Essent speelde de club van 5 augustus 1999 tot en met 5 november 1999 tijdelijk met kabelmaatschappij CasTel op de shirts.

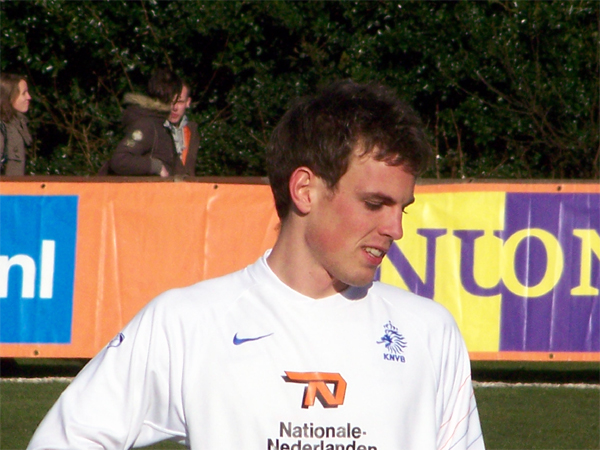
Wout Brama is afkomstig uit de voetbalacademie

### Voetbalacademie
Naast het eerste elftal kent FC Twente ook een voetbalacademie die een belangrijke functie heeft bij de doorstroom van nieuwe talenten. Bekende exponenten zijn onder anderen Jan Vennegoor of Hesselink, Karim El Ahmadi, Peter Niemeyer, Ramon Zomer, Wout Brama, Marko Arnautović en Collins en Ola John. Maar ook Sander Boschker en oudgedienden Fred Rutten, Theo Snelders, Niels Oude Kamphuis en Jeroen Heubach zijn afkomstig uit de jeugd. De voetbalacademie wordt sinds 2002 beheerd samen met regiogenoot Heracles Almelo. Sinds seizoen 2020/21 werken de ploegen op gelijkwaardige basis samen en heet de opleiding FC Twente / Heracles Academie.
De academie loopt van de -12 tot en met de -21. De gezamenlijke voetbalacademie heeft vanaf haar eerste beoordeling in 2003 het maximale aantal van vier sterren toegewezen gekregen namens de KNVB.
| Maarten van Wesenbeeck | Manager Academie          |
| Bas van Baar           | Hoofd voetbalontwikkeling |

### Jong FC Twente
Jong FC Twente was het beloftenteam. Het speelde van 2013 tot 2015 in de Eerste divisie. In 2021 werd het team opgeheven en sindsdien zijn de beloften van FC Twente samengevoegd met die van Heracles Almelo in het team FC Twente/Heracles Onder 21, dat deel uitmaakt van de FC Twente / Heracles Academie.

### Vrouwenvoetbal

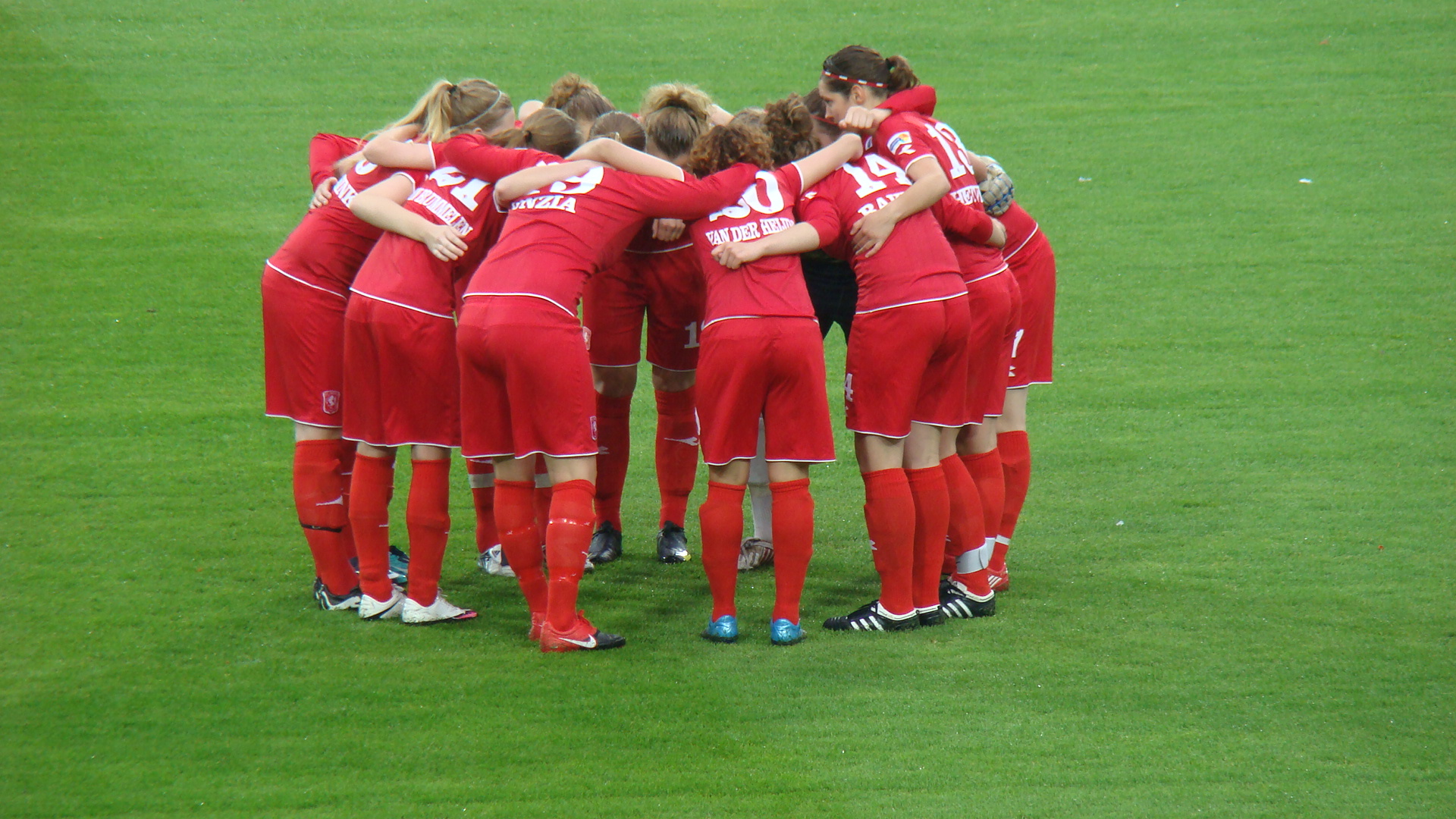
Het FC Twente vrouwenelftal

Vanaf het seizoen 2007/08 heeft FC Twente een eigen vrouwenelftal. Het elftal komt uit in de Eredivisie voor vrouwen. In het eerste jaar werd de KNVB Beker gewonnen. In seizoen 2010/11 werd de ploeg voor het eerst landskampioen.
In de seizoenen 2012/13, 2013/14 en 2014/15 kwamen de FC Twente Vrouwen uit in de A-categorie van de Women's BeNe League. De acht beste teams van Nederland en België (uit beide landen vier) streden om een algehele titel en nationale kampioenschappen. In de eerste twee seizoenen werd FC Twente Vrouwen zowel Nederlands- als algeheel kampioen. In het derde en laatste seizoen werd Twente nationaal kampioen en eindigde het als tweede in de competitie achter Standard Luik Vrouwen. Sinds 2015 wordt weer in een nationale competitie gespeeld. FC Twente werd vanaf dat seizoen vijf keer landskampioen (laatste update: na seizoen 2023/24).
Joran Pot is sinds 2022 de trainer van FC Twente Vrouwen. Hij wordt per 1 juli 2025 opgevolgd door Corina Dekker.

### Clubcultuur
Het eerste officiële clublied van de club, "FC Twente ay, ay, ay, ay", stamt uit 1968 en werd opgenomen op een 45-toeren-grammofoonplaat door de Enschedese zanger en muzikant Gerard Hoebe in samenwerking met het orkest van Freddy Golden. De eerste lp kwam uit rond de beslissende wedstrijd om het kampioenschap in het seizoen 1973/74. Hij bevat onder andere de liederen "Eenmaal zullen wij de kampioenen zijn" (met zang van Eddy Achterberg) en "Heya de Keu". Door de jaren heen zijn er veel nieuwe liederen bijgekomen, waaronder de "Cup Song" van de Denekamper Spatzen, opgenomen ter ere van de bekerfinale in 2001. Het refrein met onder andere de tekst "Trots da'w veur Twente bint!" wordt door supporters van de club nog altijd ten gehore gebracht tijdens wedstrijden.
Op 6 september 2008 werd door Bert ter Brugge een nieuw clublied uitgebracht, Rood Hart genaamd. Dit nummer stond twee dagen na de release reeds op nummer één in de download-top-tien van Radio 538.
Een ander vast ritueel in eigen stadion is het afspelen van het befaamde "You'll Never Walk Alone" van Gerry & the Pacemakers, voor iedere aftrap wordt dit luidkeels in het stadion meegezongen. De club ontving de originele versie van de toenmalige Anfield stadionspeaker George Septhon tijdens de afscheidswedstrijd van Het Diekman. Voorafgaand aan het "You'll Never Walk Alone" werd in 2010 het nummer "Working on a Dream" van Bruce Springsteen gedraaid, dit op verzoek van voorzitter Joop Munsterman. Niet geheel toevallig heeft het meerjarenplan van de club van 2010 ook de werktitel "Working on a dream". Doordat de actualiteit de titel van het plan inhaalde, werd "More than a feeling" uiteindelijk de titel van het nieuwe beleidsplan. In de periode 2010-2012 werd zodoende in plaats van Working on a Dream het nummer "More Than a Feeling" afgespeeld voorafgaand aan het "You'll Never Walk Alone".
In 2011 schreef Ad Vandenberg speciaal voor de club het stadionnummer "A Number One", dat hij onder anderen in samenwerking met Jan Vayne tijdens de huldiging van het seizoen 2010/2011 voor het eerst ten gehore bracht.

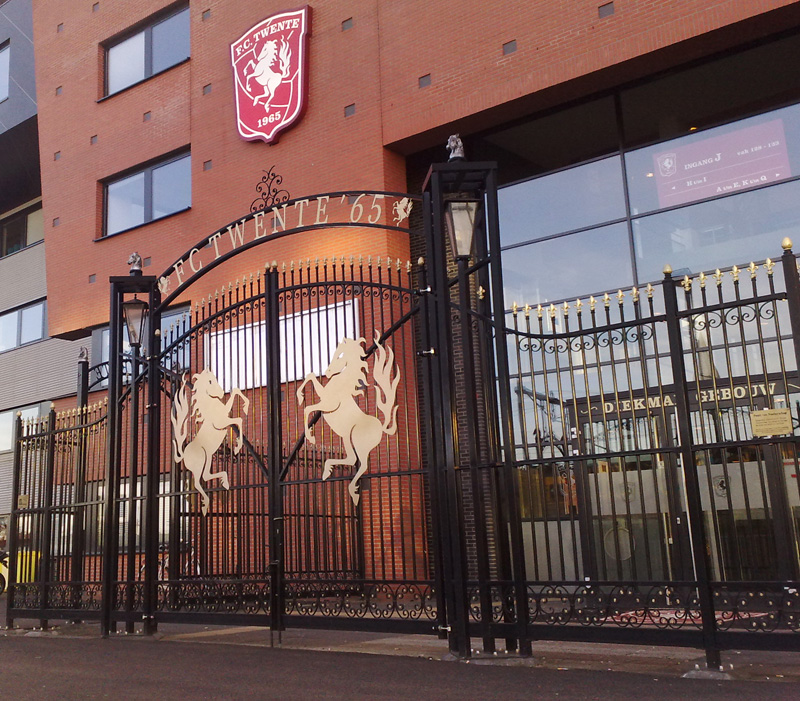
De poort van noaberschap

Voor supporters bestaat de mogelijkheid een steen te kopen die geplaatst wordt in de zogeheten Wall of Fame in de stadiongracht. Ook deze Wall of Fame vloeide voort uit een voorstel van de aanhang van FC Twente en symboliseert de onafscheidelijke band tussen FC Twente, zijn historie en supporters. De aanhang van de club heeft verder in samenwerking met Grolsch voor een traditionele "Noaberpoort" bij de oude hoofdingang gezorgd.
Op de open dag van 2010 werd een standbeeld van Blaise Nkufo bij de hoofdingang van het stadion onthuld. Het beeld werd volledig gefinancierd door de supporters, die tijdens de thuiswedstrijd tegen NAC Breda in december 2009 de gelegenheid kregen om geld te geven voor het beeld. Hiermee wilden zij de clubtopscorer aller tijden bedanken voor zijn inzet voor FC Twente. Ook werd de nieuwe locatie van de Wall of Fame onthuld, die een plaatsje bij de hoofdingang kreeg.

### Maatschappelijk
FC Twente heeft binnen de regio een belangrijk ontwikkelde maatschappelijke positie, getuige het grote aantal sociale projecten waar het aan deelneemt. Voorbeelden van deze projecten zijn "Scoren in de wijk", "Scoren met gezondheid" en "Scoren met werk". Bij de eerste twee staat het opzetten en participeren in acties en programma's op het gebied van gezondheid en gezonde voeding, sport, opleiding, sociale discipline, inburgering, participatie van wijkbewoners, verbetering van de woonomgeving, veiligheid en leefbaarheid centraal. Vanaf 2019 had de club drie zogenaamde supportwijken, namelijk: Twekkelerveld, Berflo Es en Velve-Lindenhof. "Scoren met werk" is een samenwerkingsproject dat als doel heeft werkzoekenden uit bovengenoemde wijken aan een baan te helpen. Ook organiseert de club actieve toernooien waar mensen met een beperking met spelers van de eerste selectie in een team spelen.

### Communicatiemiddelen

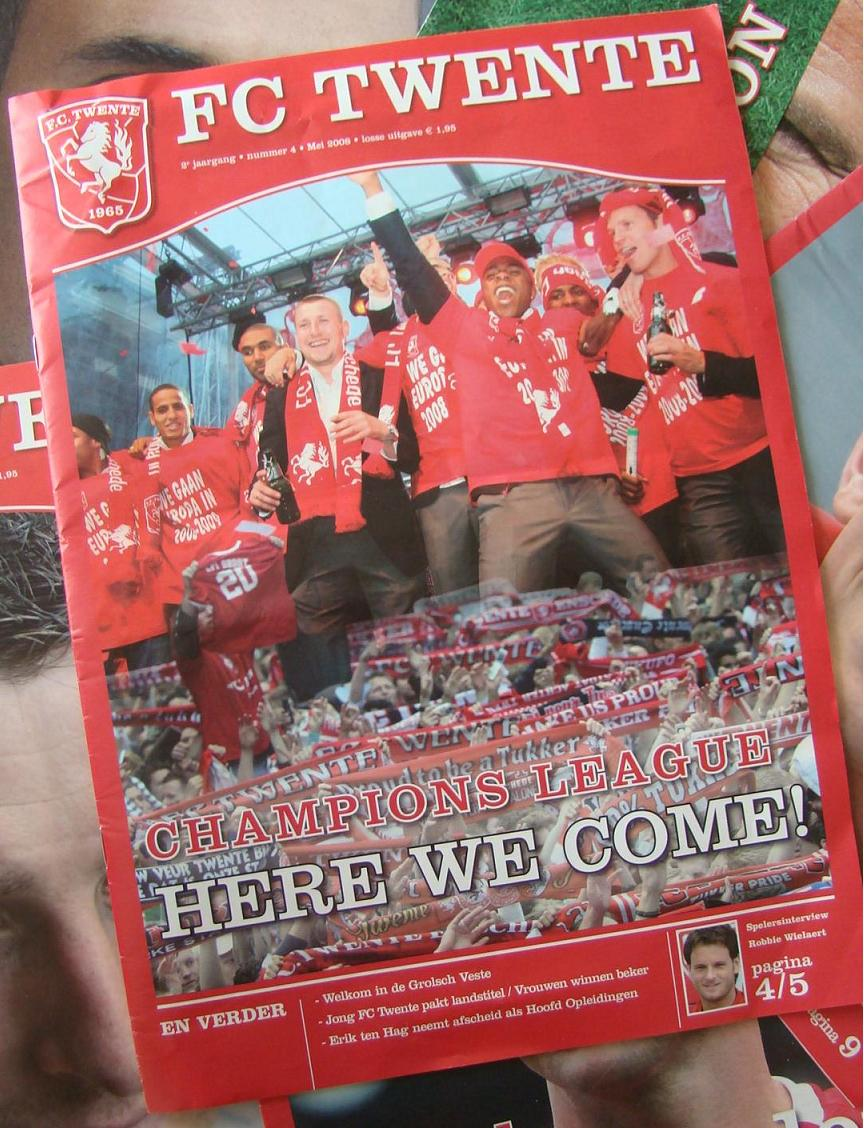
De FC Twente Inside

De regionale omroep RTV Oost brengt wekelijks nieuws over FC Twente naar buiten. Ook zijn er regelmatig achtergronditems en interviews te zien op de zender.
Daarnaast wordt er in een groot aantal regionale bladen regelmatig aandacht besteed aan de club. Het bekendste voorbeeld daarvan is de TC Tubantia van Wegener. Zo heeft FC Twente een vaste ruimte in het sportgedeelte van de krant en haar website.
FC Twente was een van de eerste Nederlandse clubs die inhaakte op de online ontwikkelingen van het web en lanceerde in 1995 zijn eigen officiële website, drie jaar later werd er live een wedstrijd via internet uitgezonden, een primeur in Nederland. In december 2010 werd de lay-out van de website voor het laatst vernieuwd, deze wordt grotendeels beheerd door vrijwilligers uit verschillende geledingen binnen de club. Sinds maart 2008 heeft FC Twente eveneens een eigen radiostation, dat vooralsnog alleen via internet uitzendt. De zender wordt verzorgd door vrijwilligers, in samenwerking met het bedrijf dat al jaren de communicatie voor de club regelt. FC Twente TV werd op 22 september 2008 gelanceerd. Het televisiekanaal bestaat naast wedstrijdbeelden, interviews en sfeerverslagen uit achtergrond items met beelden uit de historie van de club. Supporters van de club hebben sinds april 2010 ook de mogelijkheid om het laatste nieuws te volgen via de "FC Twente App" voor de iPhone. Deze mobiele applicatie bevat naast nieuwsberichten, actuele video's en teaminformatie ook een live matchcenter. Hiermee is FC Twente de eerste voetbalclub in Nederland met een mobiele applicatie waarmee fans overal en op elk moment actuele informatie over hun club kunnen bekijken, inmiddels is de app ook beschikbaar voor toestellen die draaien op Google Android. Tevens is er voor geïnteresseerden de mogelijkheid om de club te volgen via sociale media.
FC Twente Inside komt achtmaal per seizoen uit en wordt gratis thuisgestuurd naar alle seizoenkaarthouders, clubcardhouders en sponsoren van de club. In dit tijdschrift worden supporters en geïnteresseerden in de breedste zin van het woord over de club geïnformeerd. Bij thuiswedstrijden verschijnt het fullcolourtijdschrift Twente Thuis, met informatie over de historie van de betreffende ontmoeting, een voorbeschouwing, de selecties en ruimte voor een mini-interview. Tevens brengt de Enschedese club het BASIS Magazine uit, een businessblad dat een paar keer per jaar onder sponsoren verspreid wordt.
De media-afdeling van de club zorgt bij thuiswedstrijden voor een sfeerverslag van de ontmoeting in de vorm van een samengevatte video.

## Supporters

### Supportersverenigingen

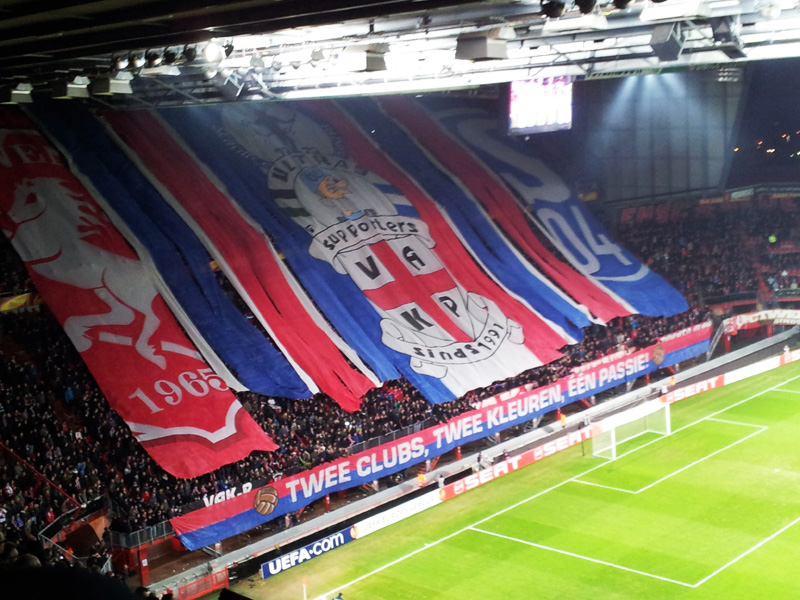
Sfeer voor aanvang van een wedstrijd tegen Schalke 04

De bekendste fanatieke supportersgroep van FC Twente is "Vak-P", maar ook "De Vriendenkring" bestaat uit een trouwe FC Twente-aanhang. De Vriendenkring is de oudste supportersvereniging van de club. In de jaren 80 begon zich een groep (vooral jonge) FC Twentefans van de oudere gevestigde supportersgroep af te splitsen. Deze jongere groep Twentse supporters wilden samen nieuwe activiteiten ondernemen voor jongeren gericht op FC Twente. Eind jaren 80 legde de op dat moment nog niet officiële supportersvereniging Vak-P zich meer toe op de tifocultuur.
Er zijn momenteel meer dan dertig officieel door de club erkende supportersverenigingen verspreid over FC Twente en de Achterhoek. Daarnaast is er een vereniging in het midden van Nederland en in Stranraer in Schotland. Deze verenigingen organiseren voor een vastgestelde contributie meerdere busreizen per seizoen, ook worden er vaak uitwedstrijden bekeken in diverse stamcafés.
In het buitenland zijn er ook enkele officiële supportersverenigingen opgericht voor FC Twente. Zo is er sinds 2004 vlak over de grens in Duitsland een FC Twente-fanclub genaamd Arke Noah. Ook werd er in 2007 een Australische supportersvereniging onder de naam Tukkeroos opgericht. Op 21 mei 2011 volgt er een vereniging in het Schotse dorp Stranraer. Dit is ontstaan door een laatste wens van een ongeneeslijk zieke FC Twente-supporter, deze supporter wou voor zijn overlijden graag eens de Old Firm bezoeken. Hierop besloten twee Schotse supporters hun kaarten ter beschikking te stellen waardoor deze wens in vervulling kon gaan. Na dit gebaar bleef er contact tussen beide groepen, waarna er een delegatie uit Schotland werd uitgenodigd voor een wedstrijd van FC Twente. Zo kwam uiteindelijk het idee voor een officiële supportersvereniging tot stand.
Een bekende uitdrukking binnen de fanatieke supportersvereniging luidt "Wij tegen iedereen". Binnen Nederland bestaan er dan ook geen officiële banden met andere supportersgroepen. Wel heeft een grote groep FC Twente-supporters sinds de jaren 90 een vriendschapsband met aanhangers van het Duitse FC Schalke 04.

### Rivaliteiten met andere clubs
Er zijn binnen Nederland enkele clubs waarmee spanningen heersen onder bepaalde supporters. In 1991 werd FC Twente-aanhanger Erik Lassche door Feyenoord-supporters doodgestoken, hierdoor werd hij het eerste dodelijke slachtoffer van supportersgeweld in Nederland.
De “Derby van het Oosten” tegen Go Ahead Eagles was vanaf de jaren ‘70 de wedstrijd tussen de grootste clubs van Overijssel. Toen de Deventer ploeg in de jaren 90 naar de Eerste Divisie degradeerde en daar lang verbleef, werd de rivaliteit minder. Afgelopen jaren komen de ploegen elkaar steeds vaker tegen in de competities en daarmee bloeit deze derby langzaam weer op.
Duels met FC Groningen stonden als beladen te boek, rondom de wedstrijden ontstonden vaak rellen. Deze rivaliteit kwam tot uitbarsting door een ongeval tijdens een thuiswedstrijd in 1991 waarbij er voor de wedstrijd een automobilist in paniek inreed op een Groningen supporter. Hierna stapelden de incidenten tussen beide supportersgroepen zich op. Sinds de verhuizing van beide clubs naar nieuwe onderkomens is het geweld aanzienlijk afgenomen, echter is de rivaliteit nog wel in stand gebleven.
Ook zijn er spanningen met FC Utrecht, met name in de jaren 90 waren er diverse confrontaties tussen beide supportersgroepen. Op sportief gebied won Utrecht in 2004 de bekerfinale ten koste van FC Twente. Recentelijk werd deze rivaliteit weer aangewakkerd, na het bekertreffen in Enschede op 2 maart 2011 zouden er een drietal reservespelers van FC Utrecht belaagd zijn in de omgeving van het stadion. Vanuit het FC Utrecht vak zijn tijdens onderlinge wedstrijden regelmatig vuurwerkgeluiden te horen refererend aan de vuurwerkramp van 13 mei 2000. Tijdens de wedstrijd in Stadion Galgenwaard op 4 december 2011 ging het opnieuw mis, een FC Twente-aanhanger zou een vuurwerkbom hebben gegooid naar het familievak van FC Utrecht. De fans van FC Utrecht ontstaken in woede waardoor er grote ongeregeldheden ontstonden zowel binnen als buiten het stadion, hierbij raakten acht agenten gewond. De tussenstand zorgde ook voor enige frustratie, FC Twente leidde op het moment van staken met 5-0. Later werd er op een ingelaste persconferentie door de verantwoordelijke burgemeester Aleid Wolfsen medegedeeld dat het eerdere incident in Enschede geen reden was deze wedstrijd als risicowedstrijd te bestempelen. De politie heeft sindsdien tientallen verdachten opgepakt van beide clubs, meestal na publicatie van hun foto op internet.
De wederzijdse rivaliteit met streekgenoot Heracles Almelo wordt als een 'gezonde' rivaliteit beschouwd onder het gros van de FC Twente-supporters. Tijdens de Twentse derby proberen supportersgroepen van beide teams hun ploeg te ondersteunen met ludieke spandoeken en liederen, zo verschijnen er geregeld beeltenissen van Calimero in de FC Twente vakken. Op sportief gebied wordt de relatief jonge derby in de meeste gevallen succesvol afgesloten door FC Twente.

### Supportersacties
Door de jaren heen hebben supporters van FC Twente veel dingen aangereikt en voorgesteld aan het bestuur van hun club. Veel van deze ideeën zijn inmiddels verwezenlijkt. Zo hebben supporters van FC Twente 's nachts illegaal honderden stoeltjes verplaatst als een protestactie tegen de gekleurde "Smarties-stoelen" in het stadion. Later werd de actie legaal ondersteund door de club en tijdens de uitbreiding van het stadion werden alle stoeltjes vervangen en werd rood de primaire kleur; witte stoeltjes zijn gebruikt voor de verwerkte teksten en illustraties met daaromheen zwart voor een schaduweffect.

## Resultaten

### Competitie
Het beste competitieresultaat werd behaald in het seizoen 2009/10, toen FC Twente voor het eerst in de historie landskampioen werd, een prestatie die in 1926 al wel eens behaald was door voorganger Sportclub Enschede. Tijdens het seizoen was FC Twente de winterstop al ingegaan als herfstkampioen. In januari 2010 verloor het de koppositie aan PSV, maar na de 26e speelronde ging Twente weer aan de leiding. Het sloot het seizoen af met een punt voorsprong op AFC Ajax en acht punten voorsprong op PSV.
FC Twente behaalde vier keer de tweede plek in de Eredivisie. In het seizoen 1973/74 eindigde het achter Feyenoord, in het seizoen 2008/09 achter AZ en in het seizoen 2010/11 achter Ajax. Deze strijd werd op de laatste wedstrijddag in een onderling duel in Amsterdam beslist waarbij FC Twente aan een gelijk spel genoeg had voor prolongatie van de titel. Het verloor echter met 3-1. In het seizoen 2007/08 was FC Twente in de reguliere competitie als vierde geëindigd, maar door overwinningen op NAC en Ajax in de play-offs werd FC Twente als tweede geklasseerd en kwalificeerde de ploeg zich voor het eerst voor de voorronde van de Champions League.
In het seizoen 1982/83 degradeerde FC Twente via een zestiende plaats uit de Eredivisie. In het seizoen 1983/84 haalde FC Twente een tweede plaats in de Eerste divisie achter MVV en promoveerde het naar de Eredivisie. In het seizoen 2017/18 degradeerde FC Twente voor de tweede keer uit de Eredivisie. Opnieuw keerde FC Twente het jaar na de degradatie direct weer terug naar de Eredivisie. Het seizoen 2018/19 werd afgesloten met het kampioenschap van de Eerste divisie.
Eindklasseringen competitie sinds 1965
- 1966 11e
Eredivisie
- 1967 13e
Eredivisie
- 1968 8e
Eredivisie
- 1969 3e
Eredivisie
- 1970 4e
Eredivisie
- 1971 5e
Eredivisie
- 1972 3e
Eredivisie
- 1973 3e
Eredivisie
- 1974 2e
Eredivisie
- 1975 4e
Eredivisie
- 1976 4e
Eredivisie
- 1977 9e
Eredivisie
- 1978 4e
Eredivisie
- 1979 12e
Eredivisie
- 1980 6e
Eredivisie
- 1981 6e
Eredivisie
- 1982 12e
Eredivisie
- 1983 16e
Eredivisie
- 1984 2e
Eerste divisie
- 1985 8e
Eredivisie
- 1986 14e
Eredivisie
- 1987 7e
Eredivisie
- 1988 3e
Eredivisie
- 1989 3e
Eredivisie
- 1990 3e
Eredivisie
- 1991 6e
Eredivisie
- 1992 6e
Eredivisie
- 1993 5e
Eredivisie
- 1994 5e
Eredivisie
- 1995 5e
Eredivisie
- 1996 10e
Eredivisie
- 1997 3e
Eredivisie
- 1998 9e
Eredivisie
- 1999 8e
Eredivisie
- 2000 6e
Eredivisie
- 2001 11e
Eredivisie
- 2002 12e
Eredivisie
- 2003 11e
Eredivisie
- 2004 8e
Eredivisie
- 2005 6e
Eredivisie
- 2006 9e (7e)
Eredivisie
- 2007 4e
Eredivisie
- 2008 4e (2e)
Eredivisie
- 2009 2e
Eredivisie
- 2010 1e
Eredivisie
- 2011 2e
Eredivisie
- 2012 6e (8e)
Eredivisie
- 2013 6e
Eredivisie
- 2014 3e
Eredivisie
- 2015 10e
Eredivisie
- 2016 13e
Eredivisie
- 2017 7e
Eredivisie
- 2018 18e
Eredivisie
- 2019 1e
Eerste divisie
- 2020 14e
Eredivisie
- 2021 10e
Eredivisie
- 2022 4e
Eredivisie
- 2023 5e
Eredivisie
- 2024 3e
Eredivisie
- 2025 6e
Eredivisie

In elke staaf van de grafiek staat van boven naar beneden vermeld: 
- Eindnotering

Dit is de positie die de club heeft bereikt in de competitie, zonder eventuele beslissings-, play-off- of nacompetitiewedstrijden die nodig zijn geweest om bijvoorbeeld de kampioen van de competitie te bepalen.
Indien een * achter het getal staat is de notering een tussenstand en kan het zijn dat de notering niet overeenkomt met de uiteindelijke eindstand van de competitie.
Staat er een - dan is het seizoen nog bezig en is er geen definitieve uitslag bekend.
Staat er xx op de positie van de notering, dan heeft de club vroegtijdig de competitie verlaten. Dit kan onder andere komen door terugtrekking van het team, faillissement van de club of door een uitgedeelde straf van de KNVB. In veel gevallen staat elders in het artikel de reden vermeld.
Staat er een ? dan is het resultaat uit het verleden onbekend, en is alleen de competitie of het niveau bekend van dat seizoen.
In de seizoenen 2019/20 en 2020/21 werd wegens de coronacrisis het amateurvoetbal afgebroken. Daardoor kennen deze staven geen eindklassering (middels -- weergegeven).
- Competitieniveau en afdelingsletter of Officiële eindstand Eredivisie
  - Competitieniveau en afdelingsletter

Hierbij geeft het getal het niveau weer, dat ook terug te vinden is in de legenda. De letter is de afdelingsaanduiding en wordt gebruikt wanneer er meer afdelingen zijn op hetzelfde niveau. De afdelingsletter is altijd een hoofdletter en wordt meestal zonder nummer gebruikt.
Voorbeeld: 2F is niveau 2e klasse competitie F.
Het competitieniveau en nummer wordt niet vermeld wanneer er slechts één competitie van dit niveau was.
  - Officiële eindstand Eredivisie (getal staat tussen haakjes vermeld)

Sinds de introductie van play-offwedstrijden voor Europees voetbal na afloop van de reguliere competitie in 2005/06, is de KNVB verplicht een eindstand van de Eredivisie door te geven aan de UEFA aan de hand van deze play-offwedstrijden.
Bij deze eindstand staan clubs die zich hebben gekwalificeerd voor Europees voetbal hoger dan clubs die zich niet wisten te kwalificeren. Indien er geen verschil was tussen de eindnotering en de officiële eindstand, staat dit getal niet vermeld.

- Onderafdeling

Hier staat afgekort de naam van de onderafdeling indien de club in dat jaar in een onderafdeling uitkwam. Tevens staat deze afkorting in de legenda en wordt gelinkt naar het artikel over deze onderafdeling. Deze afkorting wordt alleen vermeld wanneer de club in het verleden in verschillende onderafdelingen heeft gespeeld. Deze vermelding is in de staaf altijd in kleine letters. Deze onderafdelingen zijn na het seizoen 1995/96 afgeschaft. Heeft de club in slechts één onderafdeling gespeeld, dan is dit alleen terug te vinden in de legenda.
Onder de staaf staat het jaartal vermeld waarin het seizoen is afgesloten. 15 verwijst naar het seizoen 2014/15 of eventueel het seizoen 1914/15.
Wanneer een staaf leeg is, zijn deze gegevens niet bekend. Het kan ook zijn dat de club dat seizoen niet heeft meegespeeld op het hogere amateurniveau, vroegtijdig de competitie heeft verlaten of uit de competitie is gezet.

In het seizoen 1944/45 was er wegens de Tweede Wereldoorlog geen regulier competitievoetbal.
- Eredivisie
- Eerste divisie

### Bekertoernooi
FC Twente won driemaal de KNVB Beker: in 1977 na een finale tegen PEC Zwolle, in 2001 na winst op PSV (strafschoppen), en in 2011 na 3-2 winst op Ajax (na verlenging). In 1975, 1979, 2004 en 2009 verloor FC Twente de bekerfinale. Als bekerwinnaar mocht FC Twente in 2001 spelen om de Johan Cruijff Schaal. De wedstrijd tegen PSV ging met 3-2 verloren. In 2010 speelde FC Twente ook om de Johan Cruijff Schaal, ditmaal tegen Ajax. Deze wedstrijd werd door FC Twente met 0-1 gewonnen. In 2011 speelde FC Twente weer om de Johan Cruijff Schaal tegen Ajax. FC Twente won weer, nu met 2-1.

### Europese wedstrijden

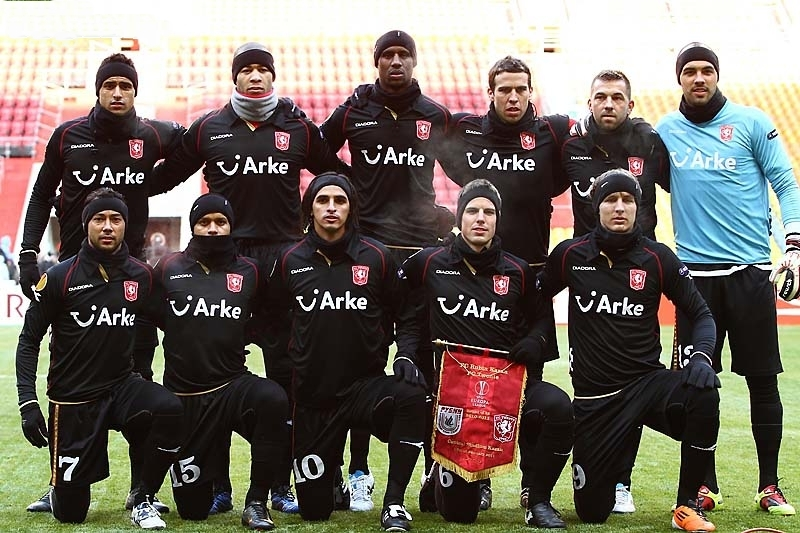
Roebin Kazan - FC Twente
(17 februari 2011)

FC Twente is een van de vijf Nederlandse clubs die in een Europese finale heeft gestaan. De UEFA Cup finale in het seizoen 1974/75 werd over twee wedstrijden verloren van Borussia Mönchengladbach, nadat in de halve finale Juventus werd uitgeschakeld. In het seizoen 1972/73 werd de halve finale van de UEFA Cup gehaald en in het seizoen 1977/78 de halve finale van de Europacup II. In het seizoen 1970/71 werd de kwartfinale van de jaarbeursstedenbeker gehaald en in het seizoen 1973/74 en 1997/98 werd de achtste finale van de UEFA Cup gehaald. In seizoen 2010/11 haalde FC Twente de kwartfinale van de Europa League, de opvolger van de UEFA Cup.
FC Twente was in 2006 een van de elf Intertoto Cup winnaars, na winst over twee wedstrijden tegen Kalmar FF uit Zweden. Daarmee is Twente de tweede club van Nederland die een Intertoto Cup wint. Hiermee verwierf het toegang tot de tweede kwalificatieronde voor de UEFA Cup van het seizoen 2006/07, waarin het werd uitgeschakeld door FC Levadia uit Estland.
De club speelt sinds 1969 in diverse Europese competities. Hieronder staan de competities en in welke seizoenen de club deelnam:
- Champions League (5x)

2008/09, 2009/10, 2010/11, 2011/12, 2024/25
- Europa League (6x)

2009/10, 2010/11, 2011/12, 2012/13, 2014/15, 2024/25
- Europa Conference League (2x)

2022/23, 2023/24
- Europacup II (2x)

1977/78, 1979/80
- UEFA Cup (14x)

1972/73, 1973/74, 1974/75, 1978/79, 1980/81, 1989/90, 1990/91, 1993/94, 1994/95, 1997/98, 2001/02, 2006/07, 2007/08, 2008/09
- Intertoto Cup (6x)

1970, 1977, 1983, 1985, 1998, 2006
- Jaarbeursstedenbeker (2x)

1969/70, 1970/71
UEFA Club Ranking: 119 (01-07-2024)
Bijzonderheden Europese competities:

| Bijzonderheid                 | Datum      | Tegenstander             | Uitslag | Plaats    | Naam        | Aantal |
| ----------------------------- | ---------- | ------------------------ | ------- | --------- | ----------- | ------ |
| Hoogste overwinning           | 07-11-1973 | Panachaiki GE            | 7-0     | Enschede  |             |        |
| Hoogste nederlaag             | 21-05-1975 | Borussia Mönchengladbach | 1-5     | Enschede  |             |        |
| Hoogste nederlaag             | 07-04-2011 | Villareal CF             | 1-5     | Villareal |             |        |
| Speler met meeste wedstrijden | 06-12-2012 |                          |         |           | Wout Brama  | 66     |
| Speler met meeste doelpunten  | 09-04-1975 |                          |         |           | Jan Jeuring | 19     |

### Erelijst

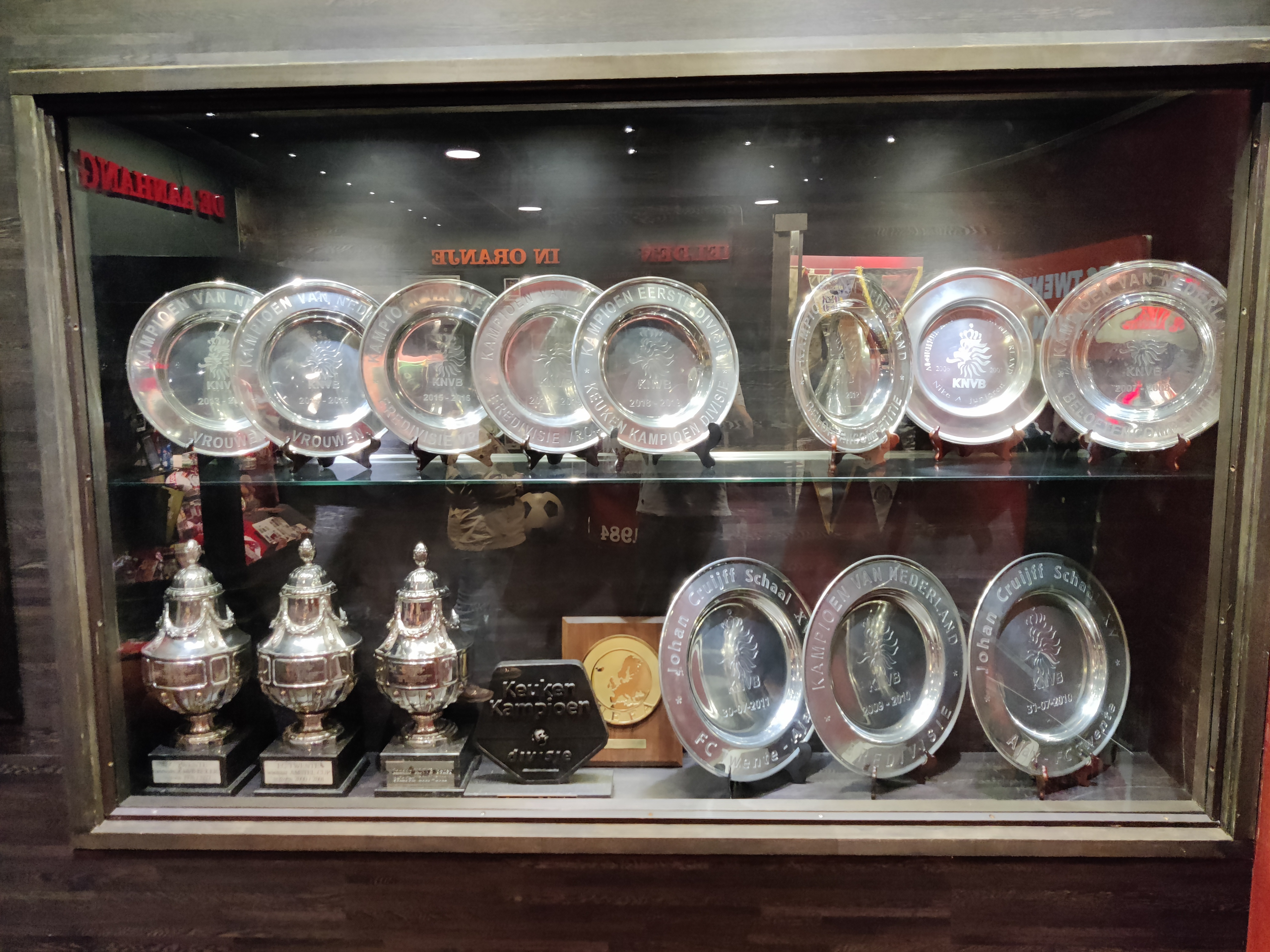
Prijzenkast FC Twente in 2023

| Internationaal       |    |                                              |
| (UEFA) Intertoto Cup | 2× | 1983 (poulewinnaar), 2006 (winnaar 3e ronde) |
| Nationaal            |    |                                              |
| Eredivisie           | 1× | 2010                                         |
| KNVB Beker           | 3× | 1977, 2001, 2011                             |
| Johan Cruijff Schaal | 2× | 2010, 2011                                   |
| Eerste Divisie       | 1× | 2019                                         |

## Hall of fame

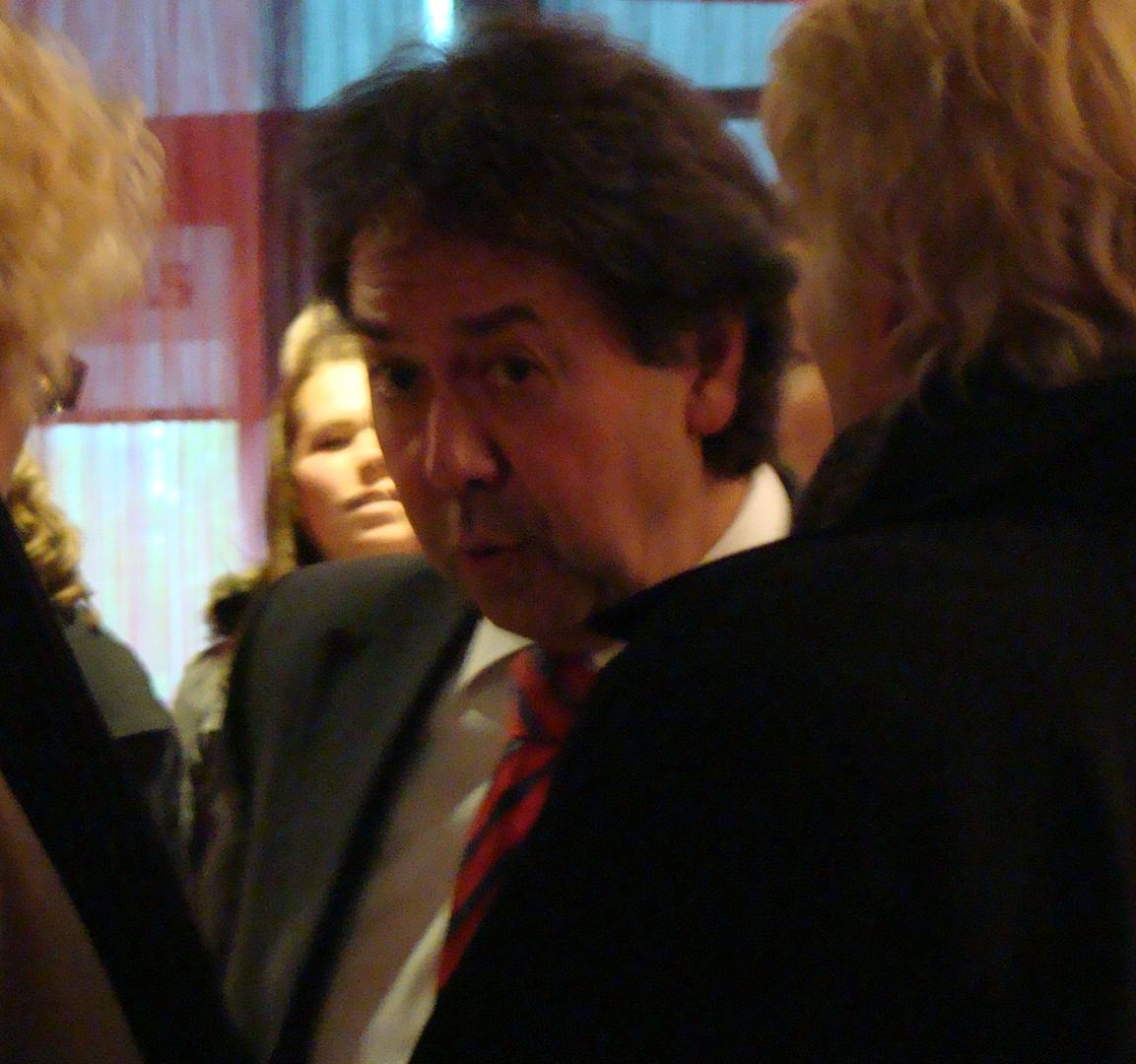
Oud-voorzitter Joop Munsterman

### Voorzitters
De eerste voorzitter van de club was Cor Hilbrink, tevens was hij een belangrijk persoon in de voltrekking van de fusie samen met zijn rechterhand Henk Olijve. Herman Wessels vormde de club om van een stichting naar een BV, ook zag de voetbalacademie onder zijn voorzitterschap het licht. Joop Munsterman bekleedde de functie sinds 2004, nadat hij eerder in de raad van commissarissen zat. Onder leiding van Munsterman werd het stadion in een aantal stappen uitgebreid en werd de maatschappelijke betrokkenheid van de club vergroot. Ook ontwikkelde Munsterman verschillende meerjarenplannen. In 2015 werd hij opgevolgd door Zwanenberg topman, Aldo van der Laan. Op 24 november van datzelfde jaar trad van der Laan zelf af nadat de inhoud uit contractanten met investeringsmaatschappij Doyen Sports was uitgelekt.

### Trainers
De club heeft sinds de oprichting in totaal 28 trainers gehad. Onder de meest succesvolle trainers kunnen worden gerekend; Kees Rijvers, onder hem werd een nieuwe weg ingeslagen. De meest bekende uitslag onder zijn bewind is de 5-1-overwinning tegen Ajax in het seizoen 1968/69. De Luxemburger Spitz Kohn bereikte de finale van de UEFA Cup nadat Juventus werd verslagen met 4-1, in de finale bleek Borussia Mönchengladbach te sterk. Ook werd de eerste prijs onder leiding van Kohn gewonnen, de beker ging in het seizoen 1976/77 mee naar Enschede. Fred Rutten won in zijn eerste periode de KNVB Beker. In zijn twee periode behaalde hij voor het eerst in de clubgeschiedenis de voorrondes van de Champions League en zorgde voor een topsportklimaat binnen de club. Steve McClaren leidde de club naar het eerste landskampioenschap. Onder Michel Preud'homme won de club haar eerste Johan Cruijff Schaal en ook de KNVB Beker werd onder deze oefenmeester veroverd. Zijn opvolger Co Adriaanse won ook de Johan Cruijff Schaal met de club. Sinds het seizoen 2014/15 was Alfred Schreuder de hoofdtrainer. Na een slechte start van seizoen 2015/2016 werd Schreuder al na vier wedstrijden ontslagen.

### Aanvoerders
| Naam                  | Positie      | Periode    |
| --------------------- | ------------ | ---------- |
| Johan Plageman        | Middenvelder | 1965–1966  |
| Willem de Vries       | Verdediger   | 1966–1970  |
| Epi Drost             | Verdediger   | 1970–1980  |
| Ab Gritter            | Verdediger   | 1980–1982  |
| Martin Koopman        | Verdediger   | 1982–1983  |
| Jan Sørensen          | Middenvelder | 1983–1985  |
| Dick Schoenaker       | Middenvelder | 1985–1986  |
| Theo Snelders         | Doelman      | 1986–1987  |
| Fred Rutten           | Verdediger   | 1987–1992  |
| Hans de Koning        | Doelman      | 1992–1993  |
| Nico-Jan Hoogma       | Verdediger   | 1993–1998  |
| Jan van Halst         | Middenvelder | 1998–1999  |
| Erik ten Hag          | Middenvelder | 1999–2001  |
| Tommie van der Leegte | Middenvelder | 2001–2002  |
| Spira Grujić          | Verdediger   | 2002–2003  |
| Jeroen Heubach        | Verdediger   | 2003–2004  |
| Simon Cziommer        | Middenvelder | 2004–2005  |
| Sander Boschker       | Doelman      | 2005–2007  |
| Orlando Engelaar      | Middenvelder | 2007–2008  |
| Rob Wielaert          | Verdediger   | 2008–2009  |
| Blaise Nkufo          | Aanvaller    | 2009–2010  |
| Peter Wisgerhof       | Verdediger   | 2010–2012  |
| Wout Brama            | Middenvelder | 2012–2013  |
| Rasmus Bengtsson      | Verdediger   | 2013–2014  |
| Andreas Bjelland      | Verdediger   | 2014–2015  |
| Hakim Ziyech          | Middenvelder | 2015–2016  |
| Felipe Gutiérrez      | Middenvelder | 2016       |
| Stefan Thesker        | Verdediger   | 2016–2018  |
| Wout Brama            | Middenvelder | 2018–2023  |
| Robin Pröpper         | Verdediger   | 2023–2024  |
| Ricky van Wolfswinkel | Aanvaller    | 2024–heden |
| Robin Pröpper         | Verdediger   | 2025–heden |

### Internationals

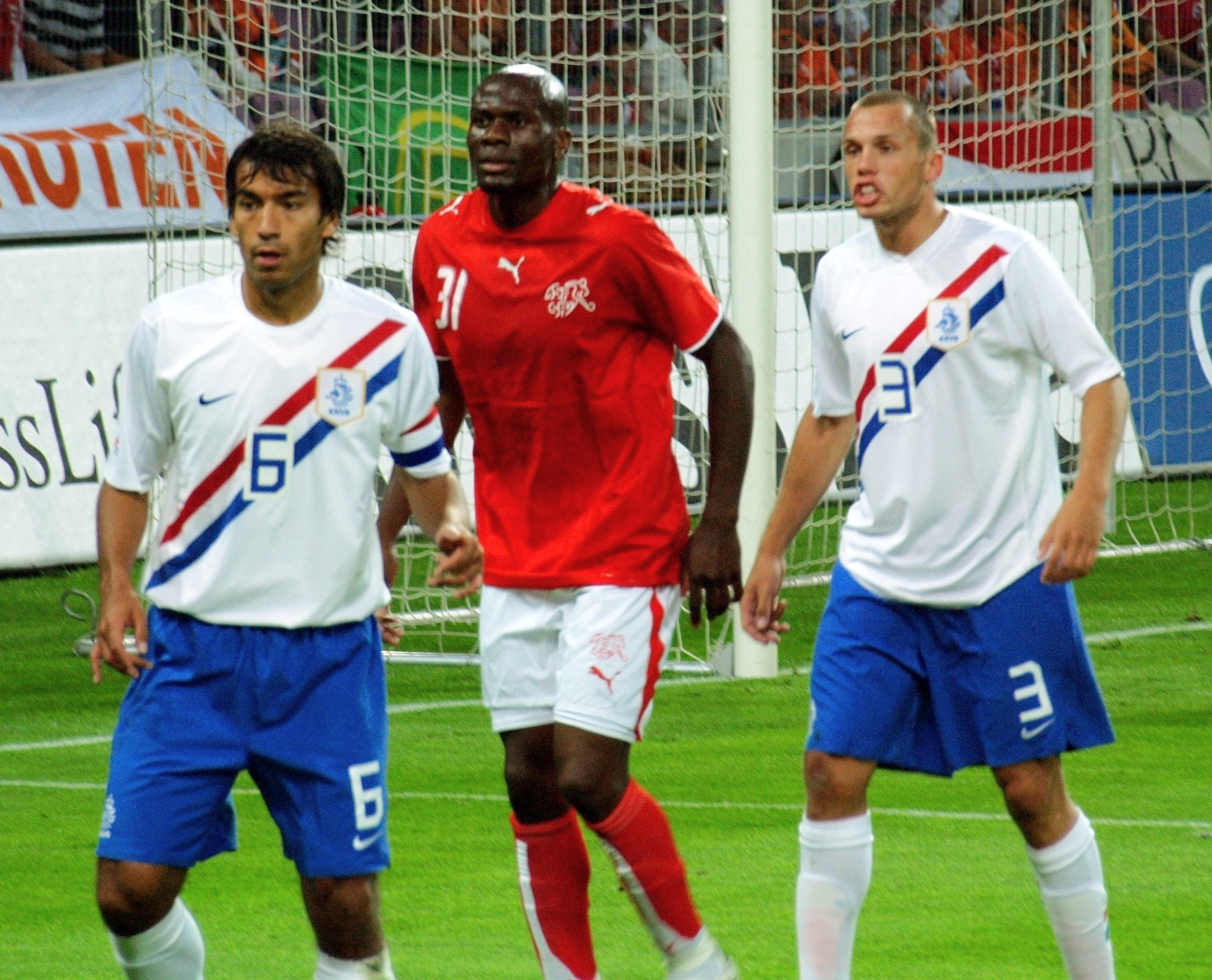
Zwitsers international Blaise Nkufo in actie in een wedstrijd tegen het Nederlands elftal

FC Twente heeft door de jaren heen diverse spelers geleverd aan nationale elftallen. Theo Pahlplatz is met dertien interlands recordhouder als het gaat om het Nederlands elftal. Hij was tevens de eerste Twentespeler in het Nederlands elftal; op 29 november 1967 debuteerde hij in een vriendschappelijke wedstrijd tegen de Sovjet-Unie. René van de Kerkhof kwam tot 47 interlands, maar speelde slechts één interland terwijl hij onder contract stond bij Twente. Zijn broer Willy van de Kerkhof kwam zelfs tot 63 interlands, maar kwam als Twentespeler niet verder dan de reservebank van Oranje.
Orlando Engelaar kwam, mede door de wedstrijden die hij speelde op Euro 2008, tot tien interlands. Epi Drost kwam tussen 1969 en 1973 tot negen wedstrijden in Oranje. Met vier interlands op het EK van 2008 is Engelaar tevens de Twentespeler met de meeste wedstrijden op een eindtoernooi. Piet Wildschut volgt met drie wedstrijden op het WK van 1978.
Op 27 maart 1974 speelde Nederland met een recordaantal van drie spelers van FC Twente in de basisopstelling tegen Oostenrijk: Piet Schrijvers, Kees van Ierssel en René Notten. Op 17 mei 1975 namen eveneens drie Twentespelers deel aan een interland tegen West-Duitsland, namelijk: Frans Thijssen, Johan Zuidema en Niels Overweg. Aangezien Overweg inviel voor Thijssen, stonden er in deze wedstrijd niet meer dan twee spelers van de club tegelijk in het veld.
De speler die tijdens zijn verblijf bij FC Twente het meest voor zijn land uitkwam is Rahim, hij droeg het shirt van Burkina Faso meer dan zestig keer. Andere niet-Nederlandse internationals zijn onder meer Hallvar Thoresen (Noorwegen), Mika Lipponen en Antti Sumiala (Finland), Mitar Mrkela (Joegoslavië), Claus Nielsen en Andreas Bjelland (Denemarken), Prince Polley (Ghana), Daniel Majstorović, Kennedy Bakırcıoğlu, Sharbel Touma,Rasmus Bengtsson en Emir Bajrami (Zweden), Blaise Nkufo (Zwitserland), Luke Wilkshire en David Carney (Australië), Stein Huysegems en Nacer Chadli (België), Marko Arnautović (Oostenrijk), Nashat Akram (Irak), Bryan Ruiz (Costa Rica), Bernard Parker (Zuid-Afrika), Miroslav Stoch (Slowakije), Cheik Tioté (Ivoorkust), Nikolaj Michajlov (Bulgarije), Marc Janko (Oostenrijk), Roberto Rosales (Venezuela), Oguchi Onyewu (Verenigde Staten), Hakim Ziyech (Marokko) en Michal Sadílek (Tsjechië).

### Records en statistieken

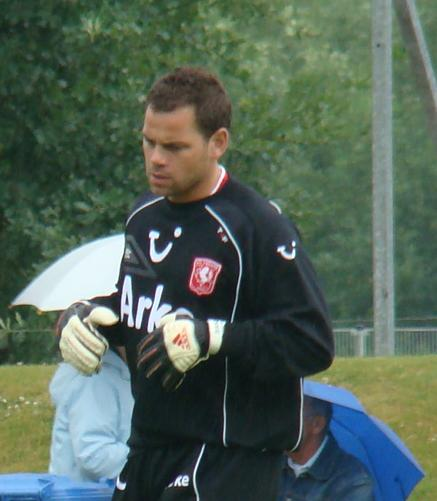
Sander Boschker heeft de meeste competitiewedstrijden achter zijn naam staan

Sinds de oprichting van de club in 1965 heeft er niemand meer competitiewedstrijden achter zijn naam staan dan Sander Boschker. Hij kwam tot 562 wedstrijden in de Eredivisie en speelde in totaal 696 officiële wedstrijden. Epi Drost volgt op gepaste afstand met 423 competitiewedstrijden. De meeste doelpunten werden gemaakt door de Zwitser Blaise Nkufo. Hij trof in totaal 138 maal het doel, dat is één doelpunt meer dan Jan Jeuring. Dick van Dijk heeft de meeste doelpunten in een Eredivisieseizoen gemaakt, het aantal van dertig doelpunten in het seizoen 1968/69 werd nog niet overtroffen. In het seizoen 1971/72 kreeg de ploeg slechts dertien tegengoals in de competitie, dit aantal is nog altijd een Nederlands record.

### Ereleden
- Henny Iliohan – Betrokken bij de oprichting van FC Twente en jarenlang lid van het dagelijks bestuur.[66]
- Jan Wiegerink – Lid van het bestuur van FC Twente.
- Piet Nijland – Lid van het bestuur van FC Twente.
- Arend van der Wel – In verschillende functies werkzaam (elftalbegeleider, scout en trainer van het tweede team).
- Ferdinand Fransen – Voorzitter van FC Twente (1977-1984).
- Frans Hartman – Voorzitter van FC Twente (1984-1989).
- Henk Kesler – Lid van het bestuur van FC Twente (1982-1994).
- Ko Wierenga – Burgemeester van Enschede (1977-1994).
- Spitz Kohn – Voetballer (1965-1968), assistent-trainer (1968-1972) en trainer (1972-1979) van FC Twente.
- Cees Anker – Voorzitter van FC Twente (1994-1999).
- Hans van den Berg – Voorzitter van FC Twente (1989-1994).
- Ab Agterhuis – Lid van het bestuur van FC Twente.
- Jan Bos (2004) – In de periode 1984-2000 bestuurslid van de Stichting FC Twente '65.[67]
- Jan Stokkentré (2007) – Voorzitter van de Twentse Ondernemers Sociëteit (TOS)[68]
- Herman Wessels (2007) – Was tussen 1999 en 2004 voorzitter van de club.[69]
- Gerard Oude Vrielink (2010) – Was lid van het bestuur en van de raad van commissarissen.[70]
- Desmond Tutu (2012) – Kreeg het erelidmaatschap bij een bezoek aan de club in 2012.[71]
- Drees Kroes (2017) – Oprichter en projectleider van FC Twente’s Scoren in de Wijk.[72]
- Kees Rijvers (2019) – Trainer (1966-1972) en technisch directeur (1986-1989) van FC Twente.[73]
- Eddy Achterberg (2022)[74]
- Kick van der Vall (2023) – Oud-speler FC Twente 1967, 1969 – 1979 en commercieel actief voor FC Twente van 1998 tot 2025.[75]

## Huidige selectie en technische staf

### Eerste selectie
| Nr.           | Nat.                      | Naam                         | Contract | Seizoen | Vorige club      | Debuut           |
| Keepers       | Keepers                   | Keepers                      | Keepers  | Keepers | Keepers          | Keepers          |
| ------------- | ------------------------- | ---------------------------- | -------- | ------- | ---------------- | ---------------- |
| 1             | Vlag van Duitsland        | Lars Unnerstall              | 2027     | 5e      | PSV              | 14 augustus 2021 |
| 16            | Vlag van Marokko          | Issam El Maach               | 2027     | 4e      | Roda JC Kerkrade |                  |
| 21            | Vlag van Nederland        | Sam Karssies                 | 2028     | 4e      | Eigen jeugd      |                  |
| 22            | Vlag van Polen            | Przemysław Tytoń             | 2026     | 4e      | Ajax             | 1 oktober 2022   |
| Verdedigers   |                           |                              |          |         |                  |                  |
| 2             | Vlag van Indonesië        | Mees Hilgers                 | 2026     | 6e      | Eigen jeugd      | 5 december 2020  |
| 5             | Vlag van Nederland        | Bas Kuipers                  | 2028     | 2e      | Go Ahead Eagles  | 10 augustus 2024 |
| 12            | Vlag van Portugal         | Guilherme Martinho Peixoto   | 2028     | 1e      | SL Benfica B     |                  |
| 17            | Vlag van België           | Alec Van Hoorenbeeck         | 2026     | 3e      | KV Mechelen      | 3 september 2023 |
| 23            | Vlag van Israël           | Stav Lemkin                  | 2028     | 1e      | Shakhtar Donetsk | 10 augustus 2025 |
| 24            | Vlag van Marokko          | Juliën Mesbahi               | 2026     | 3e      | Eigen jeugd      | 8 oktober 2023   |
| 28            | Vlag van Nederland        | Bart van Rooij               | 2028     | 2e      | N.E.C.           | 1 september 2024 |
| 38            | Vlag van Nederland        | Max Bruns                    | 2026     | 6e      | Eigen jeugd      | 6 februari 2021  |
| 39            | Vlag van Nederland        | Mats Rots                    | 2027     | 4e      | Heracles Almelo  | 20 augustus 2023 |
| 43            | Vlag van Nederland        | Ruud Nijstad                 | 2027     | 1e      | Eigen jeugd      |                  |
| Middenvelders |                           |                              |          |         |                  |                  |
| 4             | Vlag van Noorwegen        | Mathias Kjølø                | 2027     | 4e      | PSV              | 14 augustus 2022 |
| 6             | Vlag van Algerije         | Ramiz Zerrouki               | 2026     | 1e      | Feyenoord        | 10 augustus 2025 |
| 8             | Vlag van Verenigde Staten | Taylor Booth                 | 2028     | 2e      | FC Utrecht       | 9 februari 2025  |
| 14            | Vlag van IJsland          | Kristian Hlynsson            | 2029     | 1e      | Ajax             | 10 augustus 2025 |
| 20            | Vlag van Nederland        | Thomas van den Belt          | 2029     | 1e      | Feyenoord        | 10 augustus 2025 |
| 32            | Vlag van België           | Arno Verschueren             | 2028     | 2e      | Sparta Rotterdam | 2 februari 2025  |
| 41            | Vlag van Nederland        | Gijs Besselink               | 2026     | 3e      | Eigen jeugd      | 3 september 2023 |
| Aanvallers    |                           |                              |          |         |                  |                  |
| 9             | Vlag van Nederland        | Ricky van Wolfswinkel        | 2026     | 5e      | FC Basel         | 14 augustus 2021 |
| 10            | Vlag van Nederland        | Sam Lammers                  | 2027     | 2e      | Rangers          | 10 augustus 2024 |
| 11            | Vlag van Nederland        | Daan Rots                    | 2027     | 5e      | Eigen jeugd      | 9 januari 2021   |
| 19            | Vlag van Marokko          | Younes Taha                  | 2027     | 3e      | PEC Zwolle       | 3 augustus 2023  |
| 25            | Vlag van Nederland        | Lucas Vennegoor of Hesselink | 2027     | 2e      | Eigen jeugd      | 12 januari 2025  |
| 27            | Vlag van Noorwegen        | Sondre Orjasæter             | 2029     | 1e      | Sarpsborg 08 FF  |                  |
| 30            | Vlag van Tunesië          | Sayfallah Ltaief             | 2027     | 2e      | FC Basel         | 6 augustus 2024  |
| 37            | Vlag van Turkije          | Naci Ünüvar                  | 2028     | 3e      | Ajax             | 13 augustus 2023 |

### Technische staf
Joseph Oosting tekende op 12 april 2023 een tweejarig contract als hoofdtrainer. Met ingang van seizoen 2023/24 is hij de opvolger van Ron Jans. Op 7 mei 2024 verlengde hij zijn contract tot de zomer van 2027. Oosting heeft Peter Uneken, Jeffrey de Visscher, (vanaf seizoen 2024/25) Rein Baart en (vanaf seizoen 2025/26) Ivar van Dinteren als assistenten in zijn staf.
| Naam                | Functie           |
| ------------------- | ----------------- |
| Joseph Oosting      | hoofdtrainer      |
| Peter Uneken        | assistent-trainer |
| Ivar van Dinteren   | assistent-trainer |
| Jeffrey de Visscher | assistent-trainer |
| Rein Baart          | keeperstrainer    |
| Colin de Graaf      | hoofd performance |

### Overige staf
| Naam            | Functie    |
| --------------- | ---------- |
| Michel Doesburg | hoofdscout |
| Lee Mayes       | scout      |
| André Paus      | scout      |
| Niels Wigbold   | datascout  |

### Managementteam
| Naam               | Functie                                  |
| ------------------ | ---------------------------------------- |
| Dominique Scholten | algemeen directeur                       |
| Jan Streuer        | technisch directeur                      |
| Rob Boudrie        | manager voetbalzaken                     |
| Marco Behrens      | manager commerciële zaken                |
| Manfred Koers      | manager financiën                        |
| Leon Molenkamp     | manager media, marketing en communicatie |
| Rik Bronkhorst     | hoofd meetings en events                 |